# Leipziger Messe

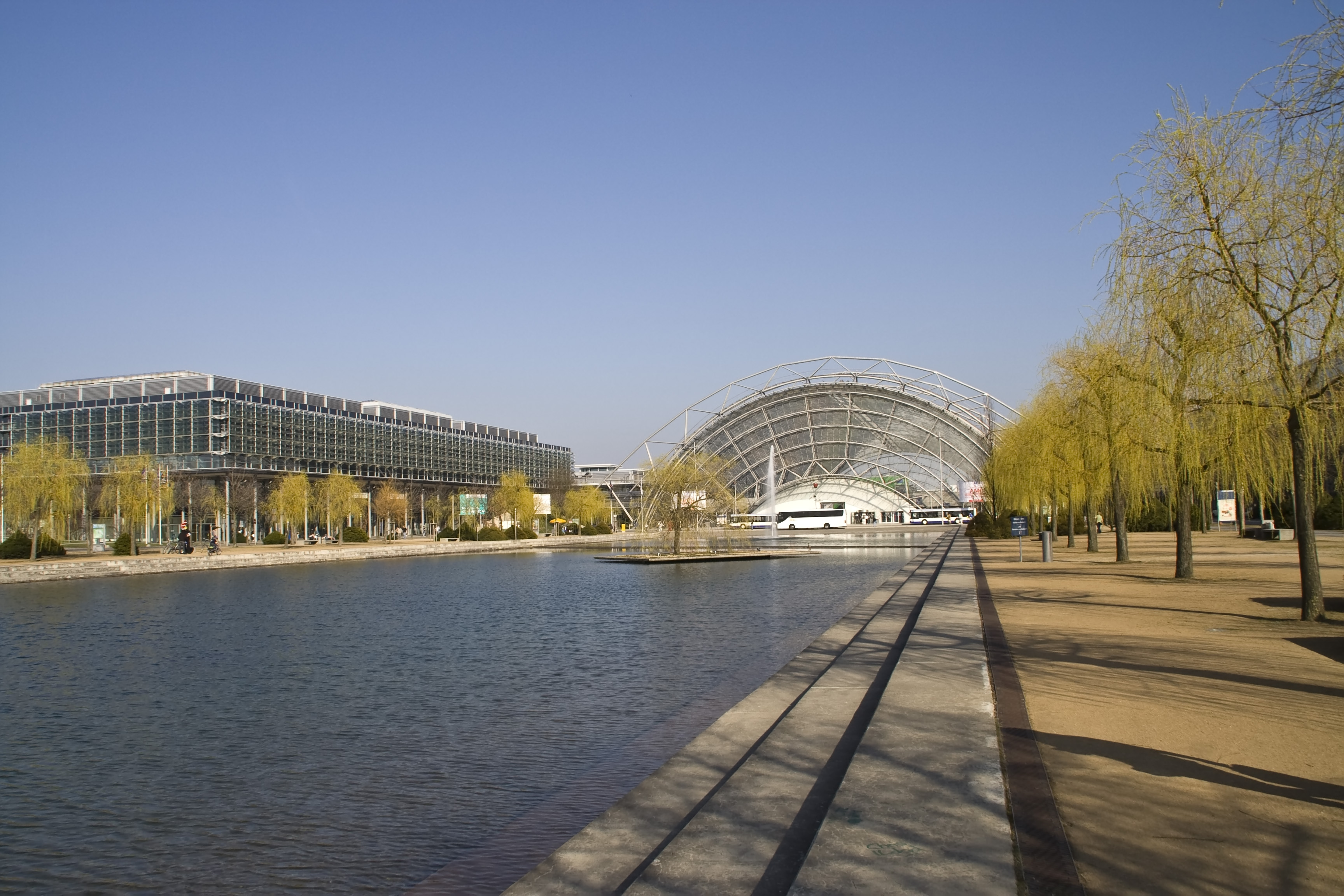
Das neue Gelände der Leipziger Messe (2009)

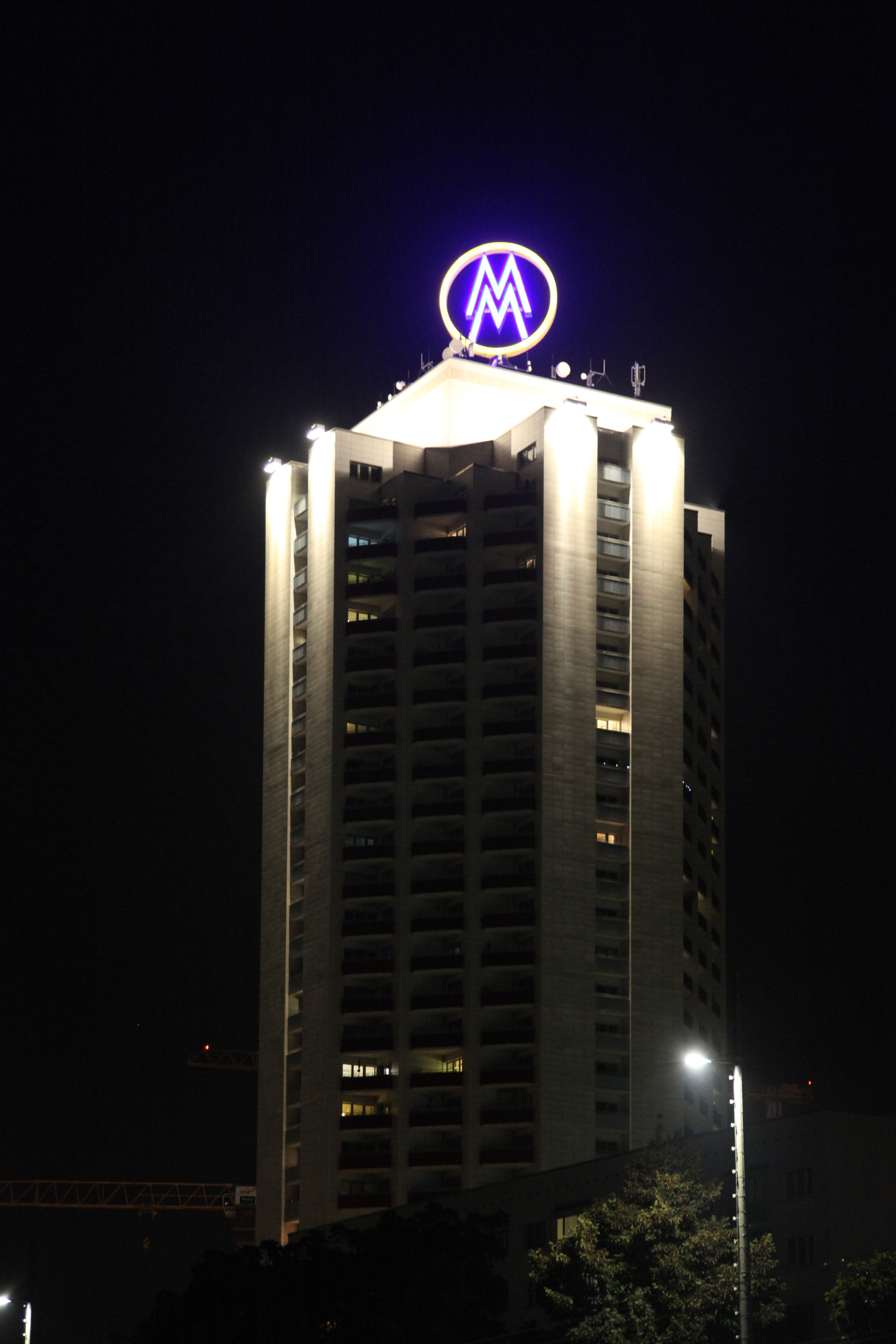
Das Doppel-M auf dem Leipziger Wintergartenhochhaus

Der Begriff Leipziger Messe steht allgemein für eine seit dem 12. Jahrhundert belegbare, mehrmals jährlich in Leipzig abgehaltene Marktveranstaltung (Messe) von überregionaler Bedeutung, siehe dazu die Geschichte der Leipziger Messe. Heute steht der Begriff zudem synonym sowohl für das seit 1996 im Norden der Stadt Leipzig im Stadtteil Seehausen befindliche Messe-, Kongress- und Ausstellungsgelände, als auch für das 1991 gegründete und auf dem Messegelände ansässige Unternehmen Leipziger Messe GmbH.
Von ca. 1895 bis zum Jahr 1991 stand der Begriff Leipziger Messe für die Mustermesse (Kürzel: MM). Die Mustermesse machte Leipzig zum Welthandelsplatz. Das Kürzel MM ist bis heute durch zwei übereinandergesetzte M im Logo der Leipziger Messe GmbH dargestellt und befindet sich auch auf dem Messeturm am Eingang des Messegeländes sowie als markantes drehendes Werbesignet, ähnlich dem Mercedes-Stern, auf dem Wintergartenhochhaus in der Stadtmitte. Erschaffen hat das MM-Logo Erich Gruner aus Leipzig.

## Messestandort
Die Messestadt Leipzig zählt mit einer 860-jährigen Tradition zu den ältesten Messestandorten der Welt. Warenmessen fanden vor allem in der Innenstadt statt. Mit dem Übergang von der Waren- zur Mustermesse ca. 1895 und aus Platzmangel in der Innenstadt eröffnete Anfang des 20. Jahrhunderts die etwa 50 ha große Technische Messe. Nun als Alte Messe im Südosten Leipzigs unweit des Völkerschlachtdenkmals. Die knapp 50 ha große Alte Messe wurde 1996 komplett von der doppelt so großen und hochmodernen Neuen Messe im Norden der Stadt ersetzt.
Hinzu kam ab Mitte des 20. Jahrhunderts ein zweites Messegelände im äußersten Süden Leipzigs und der angrenzenden Stadt Markkleeberg, das agra-Messegelände, das mit ehedem knapp 200 ha etwa viermal so viel Fläche aufwies wie die Alte Messe und vor allem für Garten- und Landwirtschaftsausstellungen genutzt wurde. Das inzwischen verkleinerte agra-Messegelände wird weiterhin für Messen benutzt.
Die beiden aktuellen Messegelände, das der Leipziger Messe im Norden und jenes der agra im Süden, sind die beiden Messegelände (jeweils mit Messehallen) der Stadt Leipzig. Nur das deutlich bekanntere und inzwischen auch größere Messegelände der Leipziger Messe im Norden der Stadt ist gemeint, wenn von der Leipziger Messe die Rede ist. Nur diese Leipziger Messe besitzt eine internationale Bedeutung.

### Messegelände
Vor der COVID-19-Pandemie fanden jährlich circa 40 Messen, 100 Kongresse und andere Veranstaltungen mit insgesamt 10.000 Ausstellern und 1,3 Millionen Besuchen auf dem Gelände der Leipziger Messe statt. Aufgrund behördlicher Kontakt- und Veranstaltungsverbote konnten während der COVID-19-Pandemie Messen und Veranstaltungen nur eingeschränkt durchgeführt werden. Die Zahl der Besucher ging 2020 auf 290.000 und 2021 auf 80.000 zurück. 2022 wurden die Beschränkungen ab dem 2. Quartal aufgehoben, deshalb stieg die Zahl der Besucher 2022 auf 436.000 an.
Von den verfügbaren knapp 99 ha der Neuen Messe Leipzig sind 272 300 m² bebaut. Im Zentrum des Messegeländes befindet sich eine 19 446 m² große Glashalle, an die fünf Messehallen und ein Kongresszentrum (Congress Center Leipzig – CCL) über Röhren angeschlossen sind. Die Hallen und das Kongresszentrum sind durch Übergänge direkt miteinander verbunden.

#### Glashalle

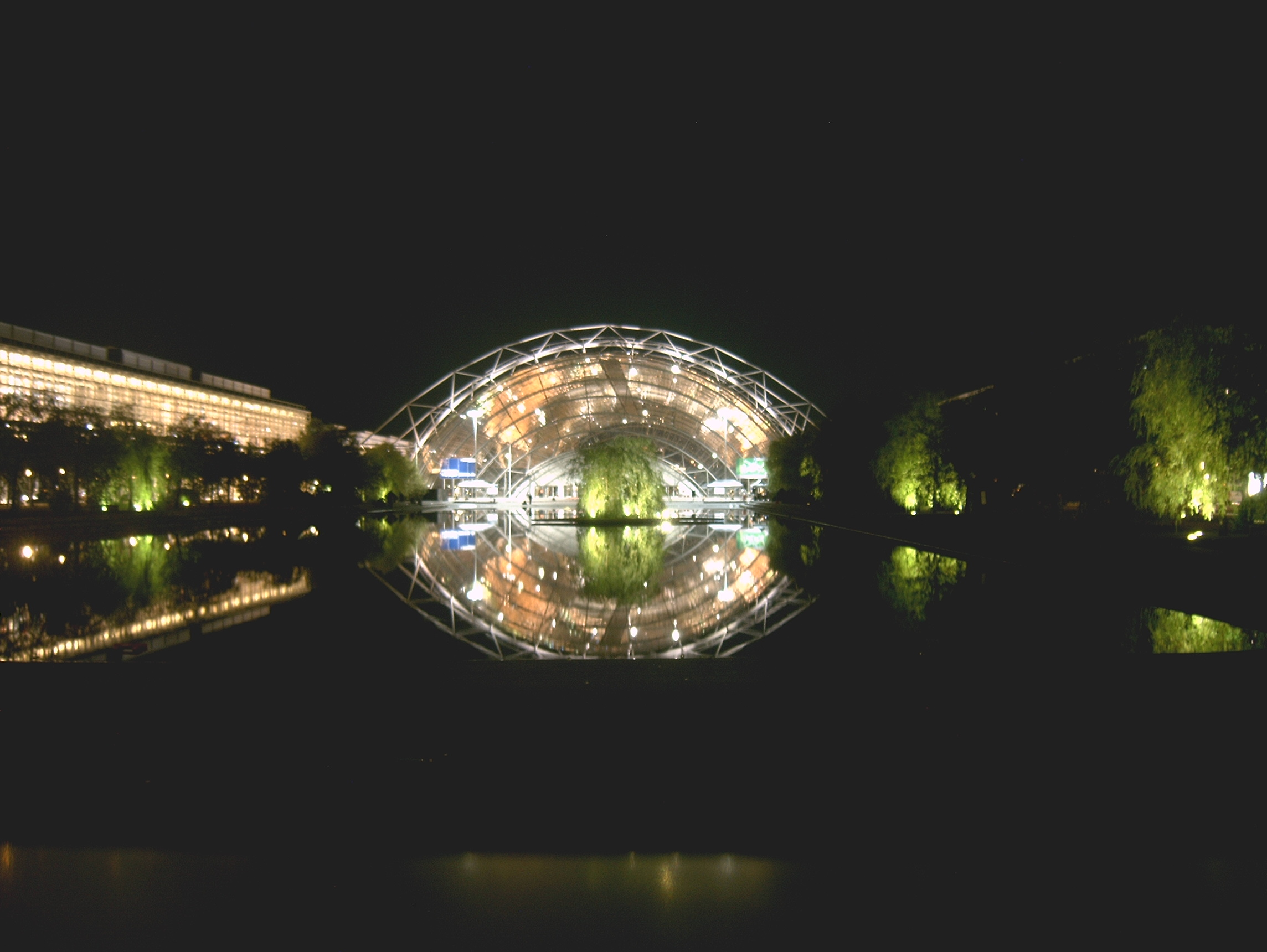
Das Neue Messegelände nachts

Die Glashalle der Leipziger Messe ist 238 Meter lang, 80 Meter breit und 30 Meter hoch. Sie entstand in Zusammenarbeit zwischen dem Architektenbüro von Gerkan, Marg und Partner und dem Architekten Ian Ritchie. Die Bogenkonstruktion aus Stahl und Glas wird mit dem „Crystal Palace“ von Joseph Paxton für die 1. Weltausstellung 1851 in London verglichen. Die Glashalle des neuen Messegeländes erhielt 2000 den Outstanding Structure Award der IABSE. Die Glashalle dient der Logistik und begleitenden und berichtenden Veranstaltungen während Messen, zum Beispiel für öffentlich zugängliche Fernsehstudios und Talk Shows. Sie kann aber auch ohne die angrenzenden Messehallen für allgemeine Veranstaltungen mit bis zu 4500 Personen genutzt werden.

#### Ausstellungsflächen
Jede der fünf Messehallen weist eine für Messen und Ausstellungen nutzbare Grundfläche von 20 500 m² auf. Zusammen mit den nutzbaren 70 000 m² des Ausstellungsfreigeländes sowie der nutzbaren 5900 m² in der Glashalle ergibt sich für Messen und Ausstellungen eine nutzbare Gesamtfläche von 178 400 m². Der nicht für Ausstellungen nutzbare Teil des Freigeländes ist zum Teil als Park- und Seenlandschaft ausgebaut und für Anlieferungen, Logistik oder Parkplätze vorgesehen.

#### Kongresszentrum

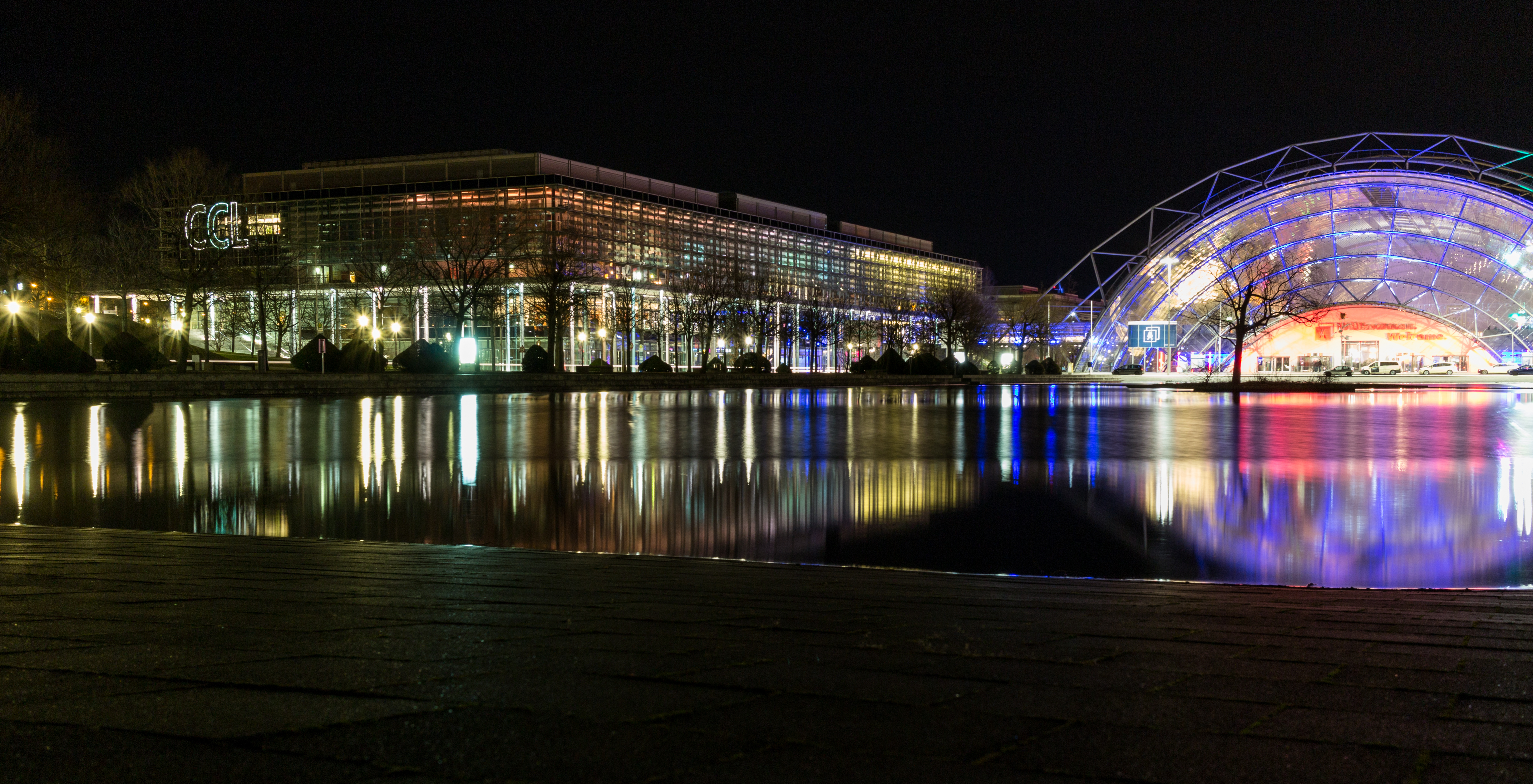
34C3 tuwat 2017 im CCL

Das Kongresszentrum Congress Center Leipzig (CCL) weist eine Grundfläche von 8337 m² auf; insgesamt 21 Räume (davon 5 Säle) bieten Platz für knapp 3900 Personen. Für Kongresse sind auch Räume im angrenzenden Messehaus (7 Räume, bis zu 1112 Personen) verfügbar. Bei sehr großen Kongressen können auch die Glashalle (4500 Personen) und die Messehallen 1 und 2 (je 10 000 Personen) genutzt werden. Die (theoretische) Gesamtkapazität für große Kongresse liegt damit bei knapp 30 000 Personen.

#### HALLE:EINS
Für Großveranstaltungen (wie Rockkonzerte) kann die Messehalle 1 genutzt werden, die über ein ausfahrbares und abtrennbares Tribünensystem mehrere Teilveranstaltungen gleichzeitig erlaubt und bis zu 15 000 Menschen Platz bietet. Vermarktet wird die Messehalle 1 für Großveranstaltungen unter dem Label HALLE:EINS.

#### Kunst auf dem Messegelände

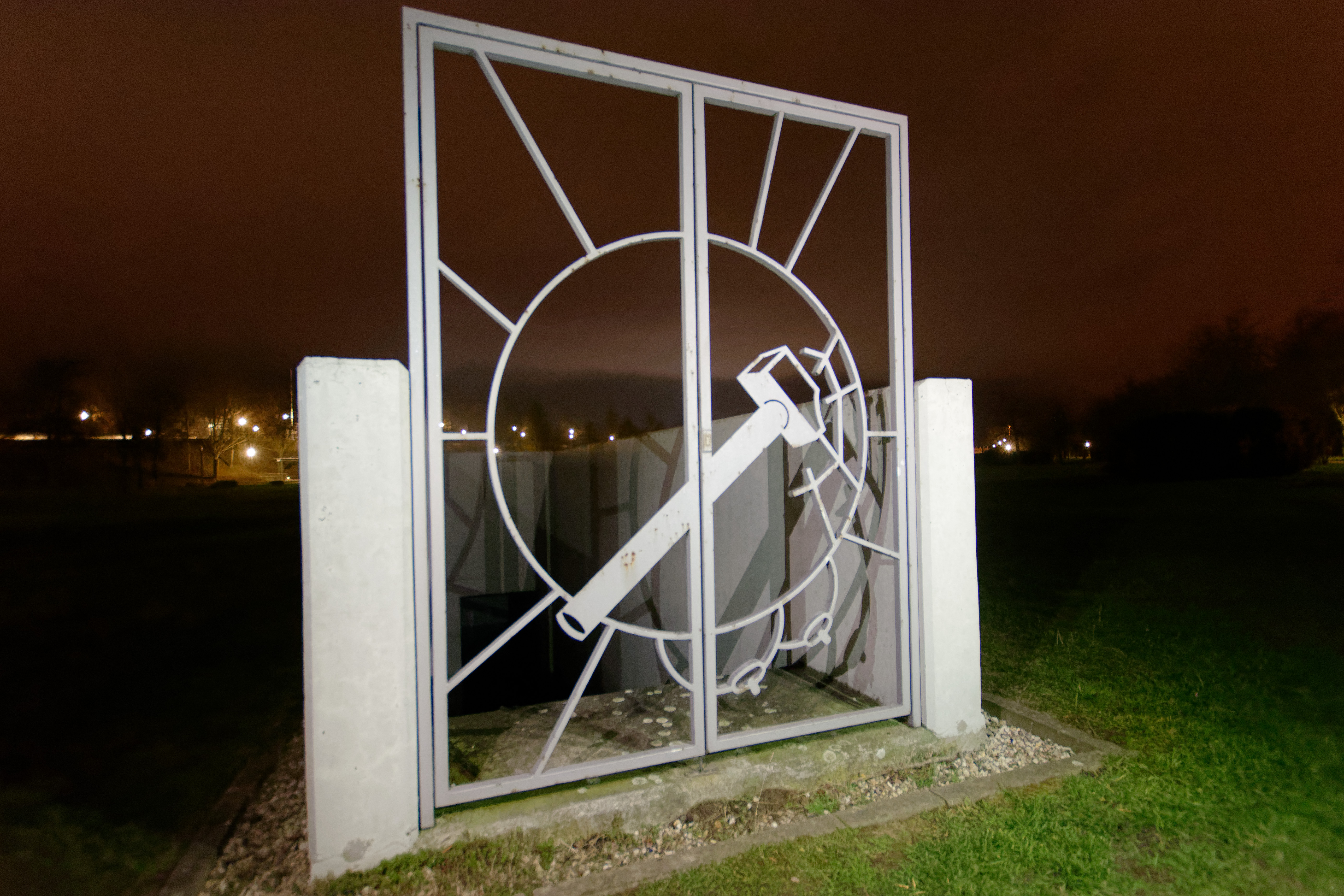
Eingang der Metro-Net Station von Martin Kippenberger im Messepark Ost.

Die Leipziger Messe beherbergt zeitgenössische Kunstwerke. Unter den internationalen Künstlern sind mehrere bekannte Vertreter der Konzeptkunst. Die Kunstwerke wurden für das Leipziger Messegelände entwickelt. Sie stammen unter anderem von Angela Bulloch, Daniel Buren, Stanislaw Drózdz, Peter Fischli und David Weiss, Günther Förg, Isa Genzken, Dan Graham, Jenny Holzer, Martin Kippenberger, Sol LeWitt, Thomas Locher, Olaf Nicolai, Jorge Pardo, Rirkrit Tiravanija, Niele Toroni und Rosemarie Trockel. 16 Werke sind in den Gebäuden sowie auf dem Freigelände öffentlich zugänglich, teils in den Verbindungsröhren, teils im Freigelände, teils in den Hallen, nähere Informationen sind verfügbar.
Im Atrium des Messehauses finden öffentlich zugängliche Ausstellungen wechselnder Künstler statt.

### Verkehrsanbindung des Messegeländes

#### Straße
Das neue Messegelände liegt direkt an der Bundesautobahn 14 und der Bundesstraße 2. Etwa zehn Autominuten entfernt sind die A9 am Schkeuditzer Kreuz und die A38 am Autobahndreieck Parthenaue.

#### Bahn
Am Messebahnhof Leipzig Messe halten ganzjährig Züge der
S-Bahn-Linien S2, S5, S5X und S6 der S-Bahn Mitteldeutschland, die direkte Verbindungen nach Leipzig, Halle, Dessau, Zwickau und zum Flughafen Leipzig/Halle herstellen. Des Weiteren halten die RE-Züge Leipzig–Dessau–Magdeburg planmäßig am Bahnhof Leipzig-Messe.
Zu großen Messen richtet die Deutsche Bahn zusätzliche Halte der ICE- und IC-Linien von und nach Leipzig ein. Wegen der umfangreichen Bauarbeiten in den Knoten Leipzig und Halle erfolgte dies teilweise nur eingeschränkt. Vereinzelt fahren auch Sonderzüge direkt zur Messe, so im Rahmen der Buchmesse im Jahr 2017 der Sonderzug Bücherwurm von Dresden mit dem Endhaltepunkt Leipzig-Messe.

#### Straßenbahn
Das neue Messegelände ist mit der Linie 16 der Leipziger Verkehrsbetriebe an das Straßenbahnnetz angebunden. Zu großen Messen verkehrt zusätzlich die Verstärkerlinie 16E, so dass mindestens ein Fünfminutentakt hergestellt wird. Die Straßenbahnstrecke endet allerdings dreihundert Meter vor dem Haupteingang, da die Planer eine Oberleitung vor der Glashalle als störend empfanden.

### KONGRESSHALLE am Zoo Leipzig

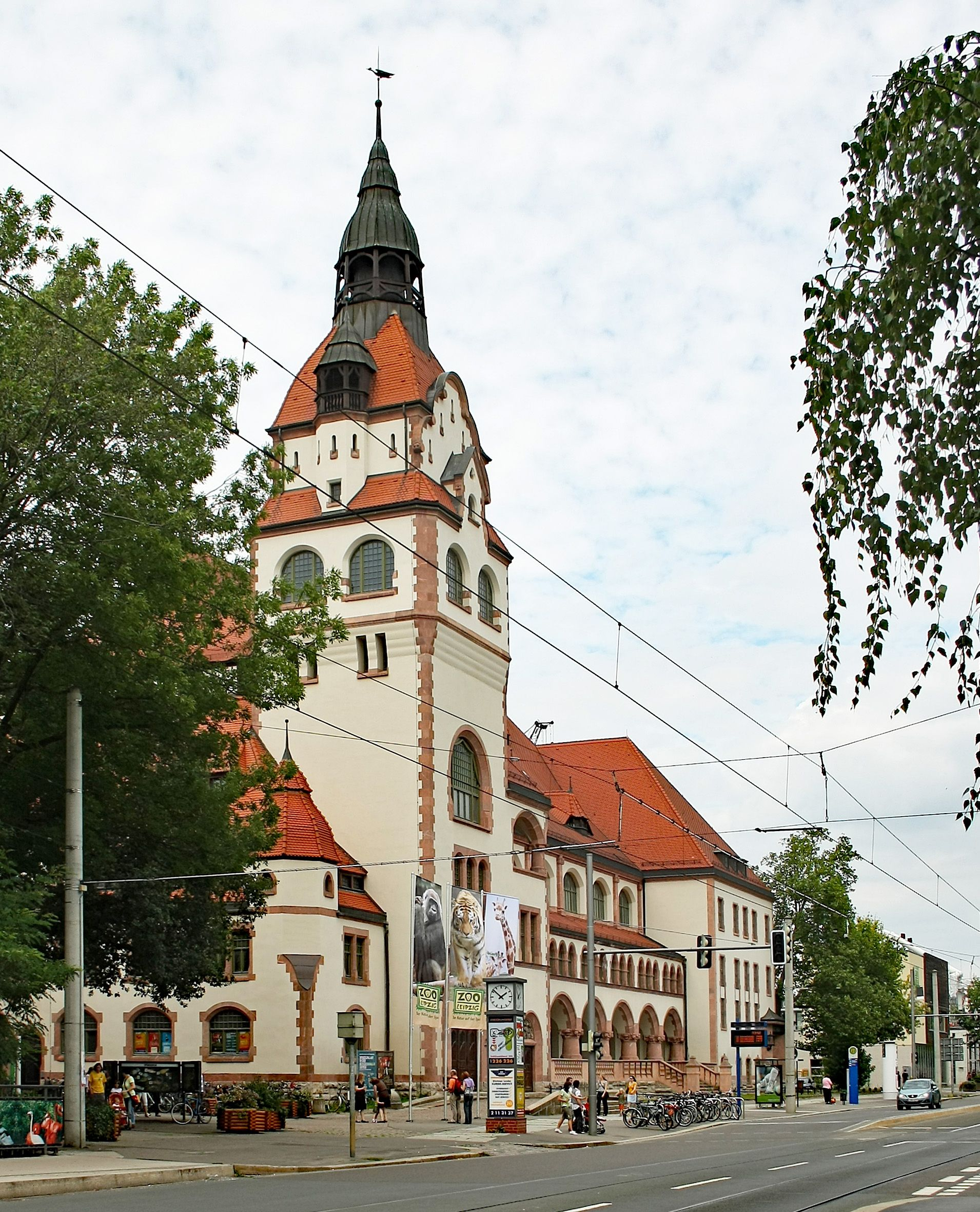
Kongresshalle am Zoo Leipzig (2009)

Neben dem Messegelände im Leipziger Norden betreibt die Leipziger Messe GmbH seit 2015 ein weiteres Kongresszentrum in der Leipziger Innenstadt, die Kongreßhalle am Zoo. Das 1900 erbaute Gründerzeitgebäude im Leipziger Zentrum wurde ab 2009 zu einem Tagungszentrum umgebaut. Es bietet in 15 Räumen bis zu 3000 Personen Platz für Kongresse und Tagungen.

### Alte Messe Leipzig
Die Alte Messe Leipzig war bis 1996 der Standort der Leipziger Technischen Messe (auch Technisches Messegelände). Das Gelände und seine Gebäude gehören nicht mehr zur Leipziger Messe GmbH, sie beherbergen keinerlei Messeaktivitäten mehr und sind aus Messesicht noch von historischem Interesse. Das älteste Gebäude ist der Eventpalast, 1913 als Betonhalle zur Internationalen Baufachausstellung (IBA) errichtet, später als Messehalle genutzt und nunmehr Veranstaltungsort und Aufzeichnunglocation des MDR. Eines der bekanntesten und wie der Eventpalast unter Denkmalschutz stehenden Messegebäude der Alten Messe Leipzig, das Achilleion (zwischenzeitlich Sowjetischer Pavillon) wird seit Ende 2016 in Teilen zum Stadtarchiv für die Stadt Leipzig umgebaut.

## Bedeutende Veranstaltungen auf dem Messegelände
Universalmessen, wie es die Mustermesse über viele Jahrzehnte bis 1991 war, finden in der Leipziger Messe nicht mehr statt. Stattdessen sind – seit 1991 – vor allem periodisch wiederkehrende Publikums- und Fachmessen zentral für die Leipziger Messe. Hinzu kommen Kongresse und Tagungen sowie andere große Veranstaltungen.
Teils werden Messen und andere Veranstaltungen direkt von der Leipziger Messe GmbH ausgerichtet, teils stellt die Leipziger Messe GmbH nur die Räumlichkeiten und die Infrastruktur zur Verfügung, während die Federführung bei externen Unternehmen liegt.

### Kongresse und Veranstaltungen
Zentrum der Kongresse und Lehrveranstaltungen auf dem Messegelände ist das Congress Center Leipzig (CCL). Das CCL wird insbesondere von medizinischen Fachtagungen geprägt, was die allgemeine Bedeutung von Leipzig in der medizinischen Forschung widerspiegelt. Hinzu kommen Kongresse anderer Themengebiete und internationale Großveranstaltungen, wie das Annual Summit des International Transport Forums (ITF) der OECD. Im Jahr 2012 wurde das CCL vom britischen Fachmagazin „Business Destinations“ zum besten Kongress- und Tagungszentrum Europas gewählt. Im Jahr 2023 besuchten rund 79.800 Fachbesucher das CCL in 63 Kongressen.
Zu den Referenzen zählen vor allem Großveranstaltungen, Parteitage und Veranstaltungen mit begleitender Ausstellung.

#### Chaos Communication Congress
Der Chaos Communication Congress ist die größte jährliche Veranstaltung des Chaos Computer Clubs, die von 2017 bis 2019 in Leipzig stattfand. Das viertägige Programm widmet sich mit Vorträgen und Workshops u. a. den Themen IT-Sicherheit, weiteren technischen Themen sowie Gesellschaftspolitik und Kunst. Der Kongress nutzt das CCL und mehrere der großen Hallen und ist regelmäßig ausverkauft. Zur Veranstaltung 2017 kamen rund 15.000 Teilnehmer, 2019 waren es rund 18.000. Pandemiebedingt waren von 2020 bis 2021 keine Präsenzveranstaltungen möglich. Im Jahr 2023 zog der Kongress wieder in das renovierte Congress Center Hamburg.

### Veranstaltungen
Vor allem in HALLE:EINS (Messehalle 1) finden große Veranstaltungen statt. Diese Halle wirbt mit den frei umbau- und konfigurierbaren Tribünenkonstruktionen sowie mit einer Kapazität von bis zu 15 000 Zuschauern. Die Verleihung von Deutschlands größtem Publikumspreis, der Goldenen Henne, fand bis 2019 regelmäßig und erstmals 2024 wieder in dieser Halle statt.
Zu den weiteren Veranstaltungen in HALLE:EINS gehörten der Boxkampf von Robert Stieglitz gegen Arthur Abraham zur Titelverteidigung als WBO-Weltmeister und die Show „Disney on Ice – 100 Jahre voller Zauber“. Weiterhin fanden und finden hier die „Tanz WM“ in den lateinischen Tänzen sowie Sportveranstaltungen wie im Tennis der „Fed Cup“ statt. Musikalisch sind u. a. die Konzerte der US-Band „Slipknot“ und der Gruppe „Böhse Onkelz“, aber auch das Impericon Festival mit der Gruppe „Parkway Drive“ erwähnenswert.
Der Deutsche Evangelische Kirchentag 2017 zum Reformationsjubiläum, der „Kirchentag auf dem Weg in Leipzig“ und die Motor- und Actionsportshow „Kings of Xtreme“ fanden ebenfalls hier statt.

### Messen und Ausstellungen
Insbesondere mit der Buchmesse, der Automesse Auto Mobil International (AMI) sowie mit der Computerspielemesse Games Convention gelangen der Leipziger Messe nach 1991 Publikumserfolge mit mehr als 200 000 Besuchern. Ebenfalls Publikumserfolge sind die Messen Haus-Garten-Freizeit (ca. 190 000 Besucher) und modell-hobby-spiel (ca. 100 000 Besucher) sowie die Partner-Pferd mit 72 000 Besuchern. Messen mit Fachbesucherzuspruch sind die Leipziger Buchmesse sowie die Landwirtschaftsausstellung agra, beide mit mehr als 45 000 Fachbesuchern. Bei den reinen Fachmessen hervorzuheben sind Messen mit mehr als 20 000 Fachbesuchern. Das sind die Weltleitmesse und Weltkongress OTWorld (Orthopädie + Reha-Technik) sowie die Industriedoppelmesse Z/intec der Zuliefer- und Maschinenbaubranche.
Neben Erfolgen kam es auch zu einigen unerwarteten Misserfolgen – so verlor die Leipziger Messe die zur Europäischen Leitmesse aufgestiegene Games Convention im Jahr 2008 an Köln aufgrund der damals ungünstigen infrastrukturellen Rahmenbedingungen in Leipzig (Entfernung zu Metropolregionen, Verkehrsanbindung, Hotelbetten), der der weiteren Expansion der Games Convention Grenzen setzte. Hinzu kam der kurzfristige Zusammenbruch der Automesse AMI im Jahr 2016, als kurz vor der Messe mehr als die Hälfte aller Volumenaussteller innerhalb kürzester Zeit absagte. Außerdem scheiterte der Versuch, in Leipzig eine größere Modemesse zu etablieren. Dies lag insbesondere an der Ausstellerresonanz, die durch die weite Entfernung zu den führenden deutschen Standorten der Modeindustrie zu gering war. Allerdings konnte die für Leipzig entwickelte Wäsche- und Lingeriemesse Bodylook Anfang 2006 nach Düsseldorf, eines der deutschen Modezentren, verkauft werden.

#### Messen mit dem Schwerpunkt Publikumsverkehr
Publikums- und Verbrauchermessen sind oftmals mit Veranstaltungen verknüpft, wie Lesungen, Konzerte oder Leistungsschauen. Trotz der Fokussierung auf den Privatbesucher sind diese Messen immer auch Messen für den Fachbesucher.
Alle hier aufgeführten Messen mit dem Schwerpunkt Publikumsverkehr finden jährlich statt.

##### Leipziger Buchmesse
Die Leipziger Buchmesse gehört seit mehr als 400 Jahren zu den bekanntesten Leipziger Messen. Sie ist die einzig verbliebene Leipziger Messe aus der Zeit vor der Wende. Gegründet im frühen 17. Jahrhundert, entwickelte sie sich schnell zum größten Branchentreff des deutschsprachigen Raumes; mit Leipzig als einer bedeutenden Verleger- und Buchmacherstadt. Diesen Status als Leitmesse für den deutschsprachigen Raum behielt die Buchmesse bis zum Zweiten Weltkrieg, musste ihn danach allerdings an die Frankfurter Buchmesse abgeben.
Die jährlich im März stattfindende Leipziger Buchmesse (2025: 296.000 Besucher, 2.040 Ausstellende und Verlage aus 45 Ländern) ist nach der Frankfurter Buchmesse (2024: 230.000 Besucher, 4.030 Aussteller) derzeit die zweitgrößte Buchmesse Deutschlands – und stark wachsend. Im Gegensatz zur Frankfurter Buchmesse, die als Leitmesse primär eine Fachmesse darstellt, ist die Leipziger Buchmesse mehr eine Publikumsmesse, bei der die Interaktion mit den Lesern und Autoren im Vordergrund steht. Diesem Ziel dienen die seit 1995 parallel stattfindende Leipziger Antiquariatsmesse sowie die seit 2014 ebenfalls parallel stattfindende Manga-Comic-Convention.
Hinzu kommt das der Leipziger Buchmesse zugerechnete und zeitgleich stattfindende Lesefestival Leipzig liest, das mit 2.800 Veranstaltungen und 3.000 Mitwirkenden an 330 verschiedenen Orten der Stadt das europaweit größte Lesefestival ist. Das Lesefestival findet nur zum Teil auf der Leipziger Messe und zum Teil in der Innenstadt statt.

##### Haus-Garten-Freizeit, Mitteldeutsche  Handwerksmesse und Motorrad Messe Leipzig
Die Haus-Garten-Freizeit findet gemeinsam mit der mitteldeutschen Handwerksmesse und der Motorrad Messe Leipzig statt. Die Haus-Garten-Freizeit wird seit 1991, die Motorrad Messe Leipzig seit 1996 und die Mitteldeutsche Handwerksmesse seit 1997 jährlich durchgeführt. In den letzten Jahren sanken bei allen drei Messen die Besucher- und Ausstellerzahlen. Die Besucherzahlen aller drei Messen am Eröffnungswochenende sanken wiederholt beispielsweise von 58.000 Besuchern im Jahr 2023 auf 55.000 Besucher im Jahr 2024. Die Motorrad Messe Leipzig hatte 2020 noch über 300 Aussteller sowie ein umfangreiches Show- und Unterhaltungsprogramm im Innen- sowie Außenbereich, im Jahr 2023 waren es nur noch etwa 100 Aussteller. Für Roller und Motorradthemen sollten 2024 zusätzliche bzw. laut Veranstalter eine um 30 Prozent vergrößerte Ausstellungsfläche zur Verfügung stehen, auf Teilen der Flächen der Halle 4 wurde anstatt Ausstellungsflächen eine Trial-Show-Fläche eingerichtet. Von zunächst angekündigten 200 Ausstellern waren 2024 nur 113 vertreten. Zu diesen Ausstellern zählten, neben motorradspezifischen Ausstellern und etwa zehn Motorradclubs, auch branchenfremde Aussteller wie Anbieter von Augenlaserkorrekturen, der allgemeinen Touristikbranche, Messe- und Werbeserviceunternehmen oder Anbieter von Auto-Audio-Zubehör.

##### Hobbymesse Leipzig
Die Hobbymesse Leipzig, bis 2023 „modell-hobby-spiel“, ist die nach eigenen Angaben größte Besuchermesse ihrer Art in Deutschland. Auf ihr versammeln sich jährlich Anfang Oktober die größten Unternehmen der Spielwarenindustrie und des Modellbaus. Die Spiele- und Modellbaumesse entstand 1996. 2024 kamen 454 Aussteller aus 14 Ländern und 69.300 Besucher.

##### „Partner Pferd“
Die seit 1998 stattfindende Partner Pferd begrüßte 2025 78.200 Besucher Die Partner Pferd kombiniert eine Ausstellung rund ums Pferd (2025: mehr als 250 Aussteller) mit einer Kombination aus Leistungsschau und Sport sowie Shows. Leistungsschauelemente wie Rassepräsentationen sowie Fortbildungskursen zu Gesundheit und Ausbildung von Pferd und Reiter wechseln ab mit Shows und Reitturnieren inklusive Weltcup-Veranstaltungen der Springreiter.

##### Touristik & Caravaning
Die „Touristik und Caravaning“ ist eine Messe für Reisen, Urlaub und Hotel sowie Caravaning. Die Messe wird von Landesmesse Stuttgart veranstaltet. Die Reisemesse ist die größte Reisemesse in den neuen Bundesländern und zog im Jahr 2024 56.900 Besucher an.

##### DreamHack
Die Dreamhack Leipzig fand seit 2016 jährlich Mitte/Ende Januar statt. Die DreamHack Leipzig war ein Festival mit einer Kombination aus eSports, DreamExpo und einer LAN-Party. Zum ersten Festival in Leipzig (genannt Level 1) kamen 12 000 Besucher, sowie 1000 Besucher auf der LAN-Party. Zur Dreamhack Level 2 Anfang 2017 kamen mit 15.100 noch einmal mehr Besucher sowie 1500 Besucher auf der LAN-Party.

##### Caggtus Leipzig
Mit Caggtus Leipzig setzt die Leipziger Messe seit 2023 die Gamingfestival-Geschichte in Leipzig fort. Zum Festival rund um Gaming und Gaming-Kultur gehören eine Entertainment Area mit interaktiven Bereichen wie Freeplay, Event-Bühne und Expo, eine 68-Stunden-LAN-Party sowie eine Stream Area. Der Name CAGGTUS greift ein Element auf, das sich im Laufe der Jahre zum Kultobjekt unter den LAN-ern in Leipzig entwickelt hat: den Kaktus. 2023 hatte die Veranstaltung 14.800 Besucher. 2024 kamen 17.300 Besucher. 2025 kamen 19.700 Besucher. Auf der größten LAN-Party im deutschsprachigen Raum haben rund 2.100 Teilnehmende 70 Stunden lang durchgezockt.

#### Messen mit dem Schwerpunkt Fachbesucher
Messen mit einer Fokussierung auf den Fachbesucher haben die Möglichkeit, zu Leitmessen in ihrem Fachbereich aufzusteigen. Reine Fachmessen sind oftmals verknüpft mit Fachkongressen und Fortbildungsveranstaltungen. Die Besucherzahlen sind naturgemäß kleiner als bei Messen mit dem Schwerpunkt auf Publikumsverkehr.

##### Bibliothekskongress und Bibliothekartag
Seit 2000 findet der Bibliothekskongress der BID (Bibliothek & Information Deutschland, Bundesvereinigung Deutscher Bibliotheks- und Informationsverbände e. V.) in Kombination mit dem Deutschen Bibliothekartag alle drei Jahre in Leipzig unmittelbar vor der Buchmesse statt.

##### Leipziger Buchmesse (Fachmesse)
Obwohl die jährlich stattfindende Leipziger Buchmesse primär eine stark besuchte Publikumsmesse darstellt, ist sie zugleich eine Fachmesse, die für intensive Fachgespräche eigens abgetrennte Ruhezonen bietet. Es ist der jährliche Frühjahrstreff der Buch- und Medienbranche. Die Zahl der Fachbesucher wird nur sporadisch mitgeteilt, sie liegt aber durchgängig bei einem Drittel bis zu einem Viertel der Gesamtbesucherzahl. Daraus lassen sich grob 50 000 Fachbesucher abschätzen.
Die größere Publikumsorientierung der Leipziger Buchmesse im Vergleich zur Frankfurter Buchmesse erlaubt es, Verkaufs- und Publikumstrends verstärkt sichtbar zu machen und dem Bücher- und Medienmarkt als Frühindikator Impulse zu verleihen. Sichtbar wird dies bei den Hörbüchern, die in Leipzig früh eine sichtbare Rolle spielten.

##### World Dog Show (Welthundeausstellung)
Die Welthundeausstellung World Dog Show ist eine Weltleistungsschau für Hunde. Sie findet einmal im Jahr an wechselnden Orten weltweit statt. Im Jahr 2017 ging die World Dog Show nach Deutschland an den Verband für das deutsche Hundewesen (VDH), der sie in der Leipziger Messe veranstaltete, im Jahr 2017 20 000 Hunde sowie ca. 80 000 menschliche Besucher.

##### agra (Mitteldeutsche Landwirtschaftsausstellung)
Die alle zwei Jahre stattfindende Mitteldeutsche Landwirtschaftsausstellung agra ist die größte Agrarfachmesse in Mitteldeutschland. Zur agra 2024 kamen 51.706 Besucher sowie 792 Ausstellende, darunter sämtliche namhaften Hersteller von Landmaschinen. Veranstalter der agra ist die agra Veranstaltungs GmbH. Veranstalter der agra ist die agra Veranstaltungs GmbH.

##### Z/intec (Industriemesse „intec“ / Zuliefermesse „Z“)
Die Intec, Internationale Fachmesse für Werkzeugmaschinen, Fertigungs- und Automatisierungstechnik, findet zweijährlich im Verbund mit der Zulieferermesse Z, Internationale Messe für Teile, Komponenten, Module und Technologien, statt. Diese Messen ist nur für Fachbesucher zugänglich. 2023 fanden beide Messen im Verbund mit der GrindTec, Internationale Fachmesse für Werkzeugbearbeitung und Werkzeugschleifen, statt. Das Messetrio erreichte 2023 eine Zahl von 19 300 Fachbesuchern und 821 Ausstellern. Seit 2025 wird der Bereich Schleiftechnik bei der Intec weiter gestärkt und die GrindTec nicht mehr als eigenständige Messe durchgeführt. 2025 kamen mehr als 17.800 Besucher aus 42 Ländern.

##### OTWorld (Orthopädie + Reha-Technik)
Die „OTWorld“ (vormals „Orthopädie + Reha-Technik“) ist die alle zwei Jahre stattfindende Weltleitmesse für Orthopädie und Rehatechnik mit dazugehörigem Weltkongress. 2010 wurde sie in Kooperation mit der Jahrestagung der International Society for Prosthetics and Orthotics (ISPO) abgehalten. Ideeller Träger ist der Bundesinnungsverband Orthopädie.Technik.Die nur für Fachbesucher offene Messe mit angeschlossenem Kongress hatte 2024 20.400 Besucher aus 96 Ländern sowie 574 Aussteller aus 42 Ländern und mehr als 300 Kongress-Referenten.

##### Leipziger Tierärztekongress (mit Industrieausstellung VETEXPO)
Der Leipziger Tierärztekongress ist die besucherstärkste Fortbildungsveranstaltung der Veterinärmediziner im deutschsprachigen Raum. Die angeschlossene Industrieausstellung VETEXPO ist für Fachbesucher geöffnet. Das Angebot richtet sich sowohl an Tierärzte, die im Nutz- und Kleintierbereich praktizieren, als auch an Veterinärmediziner im öffentlichen Veterinärwesen sowie an Veterinärwissenschaftler. Im Jahr 2024 versammelten sich in Leipzig 6 900 Besucher und 329 Aussteller. Der Leipziger Tierärztekongress wurde erstmals 1998, ab 2002 dreijährig und seit 2008 zweijährlich von der Leipziger Messe GmbH veranstaltet.

##### ISS GUT!
Die ISS GUT! ist eine Fachmesse für das Gastgewerbe und Ernährungshandwerk. Sie findet seit 2015 alle zwei Jahre im Herbst statt. 2023 kamen 251 Aussteller aus neun Ländern und 9 200 Besucher.

##### efa:ON und netze:ON
Seit 1990 veranstaltet die Leipziger Messe die efa:ON, Fachmesse für Elektro-, Gebäude- und Lichttechnik. Seit 2023 findet parallel die netze:ON – Fachmesse für Energietechnik, Verteil- und Kommunikationsnetze statt. Zum Messedoppel kamen 2023 11.600 Besucher und 235 Aussteller.

##### PaintExpo
Die PaintExpo ist eine Fachmesse für industrielle Lackiertechnik. Sie findet alle zwei Jahre im April in Karlsruhe ausgerichtet. 2024 kamen 431 Aussteller aus 25 Ländern sowie 10.400 Fachbesucher aus 76 Ländern.

##### GGS – Fachmesse Gefahrgut // Gefahrstoff
Die GGS – Fachmesse Gefahrgut // Gefahrstoff, Fachmesse zur Gefahrgut- und Gefahrstofflogistik, findet seit 2017 alle zwei Jahre auf der Leipziger Messe statt. 2019 kamen 1.480 Teilnehmer aus dem In- und Ausland.

##### Fuel and Gas Logistics
Die Fuel & Gas Logistics (ehemals expo PetroTrans), internationale Fachmesse für die Logistik von Energieträgern, Schmierstoffe und Technische Gase, findet ab 2024 auf der Leipziger Messe und parallel zur Fachmesse GGS – Fachmesse Gefahrgut // Gefahrstoff statt. Der neue Messeverbund aus Fuel & Gas Logistics und GGS wird ab 2024 im geraden Zwei-Jahres-Rhythmus durchgeführt.

##### denkmal Leipzig und MUTEC
Alle zwei Jahre findet die denkmal, Europäische Leitmesse für Denkmalpflege, Restaurierung und Altbausanierung, auf der Leipziger Messe statt. 351 Aussteller aus 12 Ländern präsentierten 2022 Produkte und Dienstleistungen aus allen Bereichen der Denkmalpflege und Restaurierung. Parallel zur denkmal Leipzig findet die MUTEC, internationale Fachmesse für Museums- und Ausstellungstechnik, statt. 2022 waren 121 Ausstellern aus 13 Ländern dabei. Zu den beiden Messen kamen 12 800 Besucher.

#### Ordermessen
Ordermessen sind jährliche und teils halbjährliche Messen, auf denen zu bestimmten Gelegenheiten Hersteller ihre Waren anbieten. Meist sind diese Anbieter kleine und mittelständische Familienunternehmen oder Einzelpersonen sowie Handwerker und Künstler. Beispiele für Ordermessen in Leipzig sind die vor allem Erzgebirgskunst zeigende CADEAUX (Messe für Geschenkideen). Hinzu kommen die Ordermessen unique 4+1 (Textil- und Oberflächenveredlung), MIDORA (Uhren und Schmuck) und COMFORTEX (Fachforum für Raumgestaltung). Die teils parallel veranstalteten Messen sehen im Schnitt mehr als 10 000 Fachbesucher.

#### Bedeutende ehemalige Messen und Ausstellungen
Nach dem Umzug der Leipziger Messe auf das Neue Messegelände gab es nach 1998 auch Messen und Ausstellungen, die inzwischen nicht mehr existieren. Hier ist eine Auswahl der wichtigsten.

##### Auto Mobil International (zweijährlich, eingestellt)
Die Auto Mobil International (AMI) war nach der IAA in Frankfurt die zweitgrößte Automesse Deutschlands. Sie fand bis 2010 jährlich und bis einschließlich 2014 alle zwei Jahre in Kombination mit der AMITEC, einer Messe für Zulieferer und Zubehör, statt. Die AMI war in den geradzahligen Jahren (in denen die IAA nicht stattfand) besucherstark .it einen Besucherschnitt von mehr als 270.000 Besuchern auf. Im Jahr 2008 erzielte die AMI mit 293 000 Besuchern ihren Besucherrekord. Zu den Besonderheiten der AMI gehörte nach eigenen Angaben das Angebot an Probefahrtmöglichkeiten im Straßenverkehr. Neben Besuchern aus Deutschland kam ebenso Publikum aus Polen und Tschechien. Aufgrund von plötzlichen Ausstellungsstornierungen von mehr als der Hälfte der Volumenhersteller musste die Messe für das Jahr 2016 kurzfristig abgesagt werden.

##### Games Convention (jährlich, eingestellt)
Die Games Convention fand von 2002 bis 2008 jährlich Ende August statt. Sie war die Europäische Leitmesse für Computerspiele (bzw. Interaktive Unterhaltungssoftware). Im Jahr 2008, dem letzten Jahr ihres Bestehens, war die Games Convention mit 203 000 Besuchern die weltweit besucherstärkste Messe für Computerspiele, noch vor der Tokyo Game Show. Anschließend verließ die Games Convention die Leipziger Messe und startete als GamesCom mit zunächst weniger Besuchern neu in Köln. Begründet wurde der Umzug mit den damals ungünstigeren infrastrukturellen Rahmenbedingungen in Leipzig (Entfernung zu Metropolregionen, Verkehrsanbindung, Hotelbetten), der der weiteren Expansion der Games Convention Grenzen setzte.
Nach dem Verlust der Games Convention fand im Jahr 2009 erstmals die Nachfolgeausstellung, die Games Convention Online, in Leipzig statt. Hier stellten nach der Verlegung der Games Convention nur wenige Aussteller in zwei Hallen ihre Artikel zum Thema Online- und Multiplayergames aus. Die Messe dauerte auch nur drei statt fünf Tage. 2010 wurde die Messe zu einer reinen Fachschau umgewandelt, wobei verschiedene Publikumsveranstaltungen wie die Qualifikation der World Cyber Games nach Belantis verlegt wurden. 2011 wurde die Games Convention Online eingestellt.

## Leipziger Messe GmbH
Das heutige Unternehmen Leipziger Messe GmbH wurde 1991 gegründet. Gesellschafter sind der Freistaat Sachsen und die Stadt Leipzig zu jeweils 50 %. Das Unternehmen hat fünf Tochtergesellschaften und unterhält 23 Auslandsvertretungen für mehr als 30 Länder. Es betreibt neben der Leipziger Messe das auch auf dem Messegelände befindliche Kongresszentrum Congress Center Leipzig (CCL) und das ebenfalls auf dem Messegelände befindliche Veranstaltungszentrum HALLE:EINS. Neben den Möglichkeiten des Leipziger Messegeländes betreibt das Unternehmen auch die KONGRESSHALLE am Zoo Leipzig in der Leipziger Innenstadt. Im Jahr 2023 veranstaltete das Unternehmen 21 eigene Messen, auf dem Messegelände und in der KONGRESSHALLE fanden 132 Kongresse und 25 weitere Veranstaltungen statt. Insgesamt kamen 791.602 Besucher.
Die Leipziger Messe GmbH gehört mittlerweile wieder zu den zehn größten Messegesellschaften in Deutschland. Hinsichtlich der Ausstellungskapazität liegt sie auf Platz 8. Jährlich generiert die Messe als Instrument der Wirtschaftsförderung Produktionswirkungen – die sogenannte Umwegrendite beträgt 567,7 Millionen Euro. Trotz dieser Summen bleibt das Kerngeschäft, rein monetär betrachtet, für die Gesellschafter – die Stadt Leipzig und das Land Sachsen – ein Zuschussgeschäft. Der jährliche Zuschussbedarf konnte jedoch innerhalb von zehn Jahren von rund 14 auf 4,4 Millionen Euro im Jahr 2017 gesenkt werden. Unterstützende Impulse für die Unternehmensentwicklung verspricht man sich von strategischen Kooperationen mit Veranstaltern und Verbänden im Ausland. Der Schwerpunkt liegt dabei auf den Märkten in Osteuropa und Asien. Beispiele für das Auslandsengagement sind eigene Messen wie die denkmal Moskau, der Orthopädietechnik-Weltkongress der International Society for Prosthetics and Orthotics (ISPO) zuletzt 2023 in Mexiko. Neu ab 2024 ist die Zusammenarbeit der Leipziger Messe International GmbH (LMI) mit der kasachischen Messegesellschaft AstanaExpo für die Kazakhstan Machinery Fair, der führenden Industriemesse für den Maschinenbau in Zentralasien. Darüber hinaus veranstalten die LMI und die türkische Messegesellschaft TG Expo International Fairs im 2024 erstmalig gemeinsam die Heritage Middle East, Fachmesse für Technik und Ausstattung für Museen, Ausstellungszentren und Bibliotheken, in Abu Dhabi (Vereinigte Arabische Emirate).
Auch an anderen Standorten in Deutschland tritt die Leipziger Messe GmbH als Veranstalterin auf, so in München mit der internationalen Kosmetikindustrie-Fachmesse CosmeticBusiness. In Karlsruhe veranstaltet die Leipziger Messe die PaintExpo, Weltleitmesse für industrielle Lackiertechnik.
Die Leipziger Messe GmbH ist mit dem internationalen Green-Globe-Siegel für nachhaltiges Handeln zertifiziert. Die Messegesellschaft ist Mitglied im AUMA Verband der Deutschen Messewirtschaft. Seit 1996 ist das CCL Mitglied der International Congress and Convention Association (ICCA). Das Kongresszentrum CCL und die KONGRESSHALLE am Zoo Leipzig sind zudem Mitglieder im German Convention Bureau (GCB), das den Tagungsstandort Deutschland vermarktet.
Die Messegesellschaft ist außerdem Mitglied der Gemeinschaft Deutscher Großmessen e. V. und belegte 2023 gemessen am Umsatz hinter der Messe Frankfurt, der Messe München, der Messe Berlin, der KölnMesse, der Messe Nürnberg, der Deutschen Messe, der Messe Düsseldorf, der Messe Stuttgart und der Messe Hamburg Platz 10 in Deutschland.

## Geschichte der Leipziger Messe

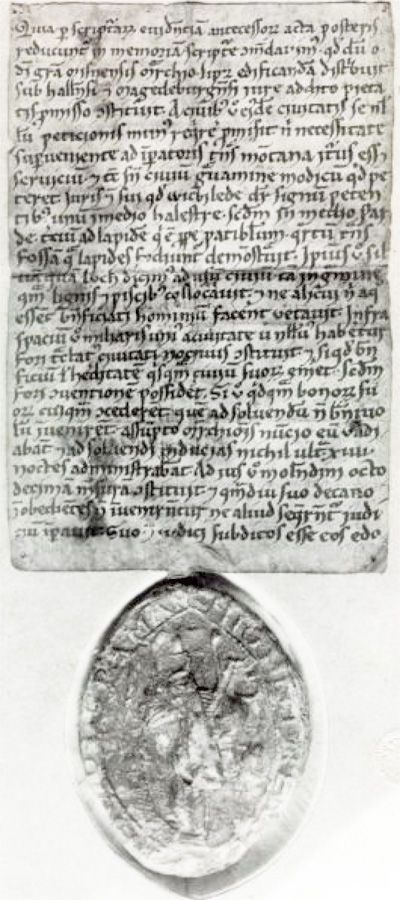
Der Leipziger Stadtbrief

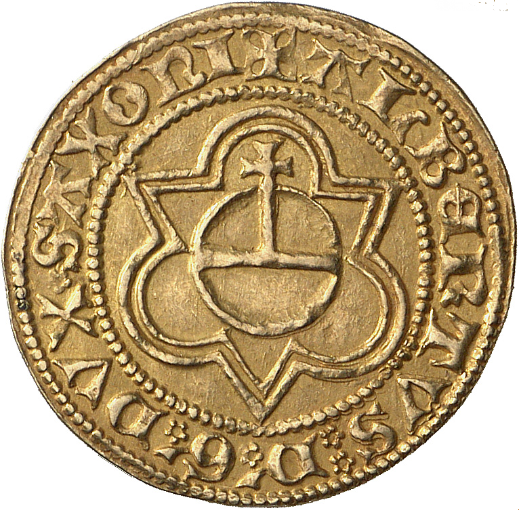
Sächsischer Goldgulden zur Begünstigung des Leipziger Handels, Münzstätte Leipzig

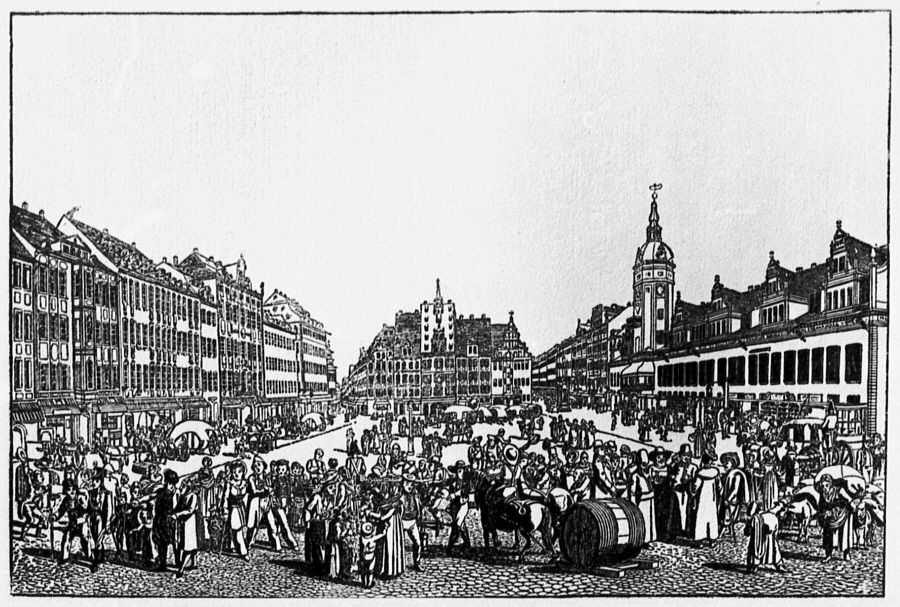
Messetreiben auf dem Leipziger Markt um 1800

Die Geschichte der Leipziger Messe ist gleichzeitig die Geschichte vom Leipziger Fernhandel seit dem 12. Jahrhundert.

### Von der Begründung der Messen bis zum 19. Jahrhundert
Die Stadt Leipzig lag an der Kreuzung der Handelswege Via Regia (die von Paris nach Nowgorod führte) und der Via Imperii (von Bergen nach Rom). Diese Lage begünstigte den Handel, insbesondere den Fernhandel. Daraus erwuchs mit dem Leipziger Handelsbürgertum eine einflussreiche soziale Schicht, die den sächsischen Staat maßgeblich mitgestaltete. Bereits aus dem 12. Jahrhundert gibt es einen schriftlichen Beleg, dass „Jahrmärkte in Lipz stattfanden.“ Als Geburtsurkunde von Stadt und Messe gilt der „Stadtbrief“ von Markgraf Otto dem Reichen, der von Historikern auf die Zeit zwischen 1156 und 1170 datiert wird. „Mit der Verleihung des Stadtbriefes, einer ungewöhnlichen Pergamenthandschrift mit 33 Zeilen lateinischem Text, wurde bestimmt, daß im Umkreis von einer Meile (15 Kilometern) kein für die Stadt abträglicher Jahrmarkt abgehalten werden durfte. Damit erfolgte erstmals eine schriftliche Erwähnung und rechtliche Sicherung der Leipziger Messe.“ Von der Leipziger Messe wird „um 1165“ als Gründungsjahr angegeben. Im Jahre 1268 stellte Markgraf Dietrich von Landsberg das Geleitschutzprivileg aus, was für die Entwicklung des Fernhandels von eminenter Bedeutung war: „Allen Kaufleuten, die in Leipzig Handel treiben wollen oder Warenlager besitzen, wird absoluter Schutz gewährt, auch wenn der Markgraf mit ihren Herren in Fehde liegt!“
Die zentrale Lage Leipzigs lockte auch jüdische Händler nach Leipzig. Markgraf Heinrich III. lobte in einer 1248 veröffentlichten Urkunde die Leipziger Juden und ihren Beitrag zur wirtschaftlichen Entwicklung Leipzigs. Die Marktordnung von 1268 spiegelte die Bedeutung jüdischer Kaufleute wider, in dem ihnen die gleichen Rechte gewährt wurden wie christlichen Kaufleuten und beispielsweise der Markttag wegen des jüdischen Schabbats von Samstag auf Freitag geändert wurde. Die relativ lockeren Handelsbestimmungen machten die Leipziger Messen europaweit sehr beliebt.
In Leipzig hatten sich zwei jährliche Märkte etabliert: zu Jubilate (dritter Sonntag nach Ostern) und Michaelis (29. September). Mit dem Neujahrsmarkt wurde Leipzig 1458 durch Kurfürst Friedrich II. ein dritter Markt verliehen. Dieser wurde erstmals zu Neujahr 1459 abgehalten. Im Jahr 1464 erteilte Kaiser Friedrich III. das Privileg für einen „hallischen Neujahrsmarkt“. Leipzig erhielt erst zwei Jahre später im Januar 1466 auch die Bestätigung von Kaiser Friedrich III. für den 1458 verliehenen Markt. Dies führte zu einer stärker werdenden Rivalität der beiden konkurrierenden mittelalterlichen Handelszentren, die 1469 einen vorläufigen Höhepunkt erreichte, als im Mai 1466 Halle das Recht für seinen Neujahrsmarkt weiterhin erteilt und es Leipzig von Kaiser Friedrich III. wieder entzogen wurde. Drei Monate später im August 1466 entzog Kaiser Friedrich III. Halle das Privileg und erteilte es Leipzig. Im Folgejahr 1470 wurde schließlich ein Privileg für die Neujahrsmärkte an beide Städte erteilt und damit geregelt, dass zunächst der Neujahrsmarkt in Leipzig und anschließend der Neujahrsmarkt in Halle abgehalten werden durfte.
Im Jahre 1497 bestätigte der römisch-deutsche König Maximilian I. die drei Leipziger Märkte und erhob sie zu Reichsmessen. Mit der in Worms ausgestellten Urkunde vom 20. Juli 1497 „…krönte Maximilian I. eine bedeutsame Etappe Leipziger Handelsgeschichte und schuf gleichzeitig alle Voraussetzungen für eine aufsehenerregende Entwicklung der Stadt zur mitteldeutschen Handelsmetropole.“ Dem Leipziger Rat war der Privilegtext 178 Gulden wert. Dieses große Privileg „verbot alle Neugründungen in den Bistümern Magdeburg, Halberstadt, Meißen, Merseburg und Naumburg. Mit der Zahlung von 50 Mark ‚lötigen Goldes’ sollten Zuwiderhandelnde bestraft werden.“ Doch Streit um sich etablierende Märkte in Erfurt ließ die Leipziger Ratsherren erneut aktiv werden: Mit einer in Konstanz unterzeichneten Pergamenturkunde vom 23. Juni 1507 besiegelte Maximilian I. ein zweites „Privilegium“. „Dieses Dokument, in dem erstmalig der Begriff Messe auftaucht, geht weit über die Festlegungen von 1497 hinaus: Es bestätigt ausdrücklich das Niederlage- und Stapelrecht, verbietet die Errichtung und Abhaltung von Jahrmärkten im Umkreis von 15 Meilen (und trifft damit neben Magdeburg nun auch Erfurt) und erweitert den Schutz für die Besucher der Leipziger Märkte.“ Die erwähnten 15 Meilen entsprechen etwa 115 Kilometern. Außerdem bestimmte Maximilian I. mit seiner Unterschrift unter das zweite Reichsmesseprivileg, dass alle „Reichsstraßen […] für Warenzüge von und nach Leipzig offen gehalten werden“ sollen. Zudem wurde das Beschlagnahmen von „Meßgütern“ als Landfriedensbruch gebrandmarkt und mit der Reichsacht geahndet.  Im Jahr 1514 bestätigte Papst Leo X. die Privilegien Maximilians I. Auf der Grundlage dieser Privilegien entwickelte sich Leipzig durch Anbahnung eigener Handelsverbindungen nach allen Richtungen im Verlaufe der Jahrhunderte kontinuierlich zu einem der bedeutendsten Handelsplätze Europas.
Die der Messe vorausgehende Woche, ab der die Händler ihre Waren auspacken durften, wurde als Böttcherwoche bezeichnet.
- Siehe auch: Wechseltaler und Goldgulden der Groschenzeit Sachsens zur Begünstigung des Leipziger Handels sowie Blick von Lindenau nach Leipzig, Gemälde, ca. 1740

### Übergang zur Mustermesse ab 1895

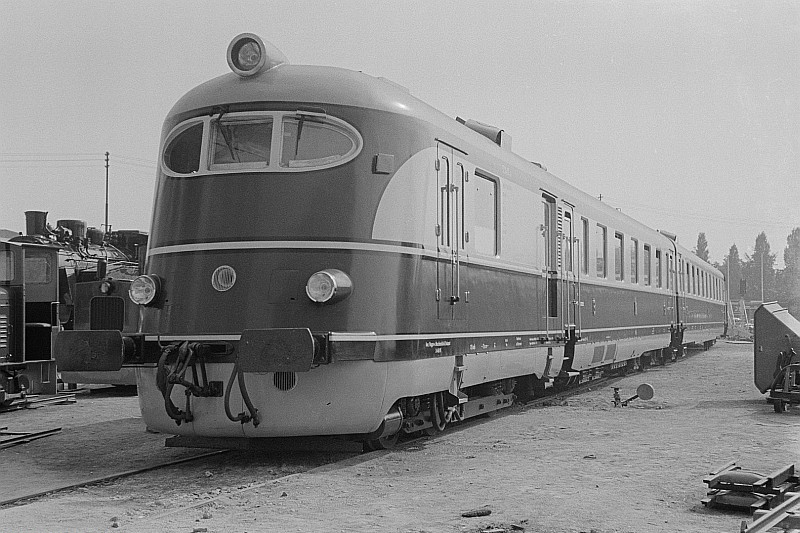
Dieseltriebwagen der ungarischen Firma Ganz auf der Leipziger Herbstmesse 1954, übernommen von der DR als VT 12.14

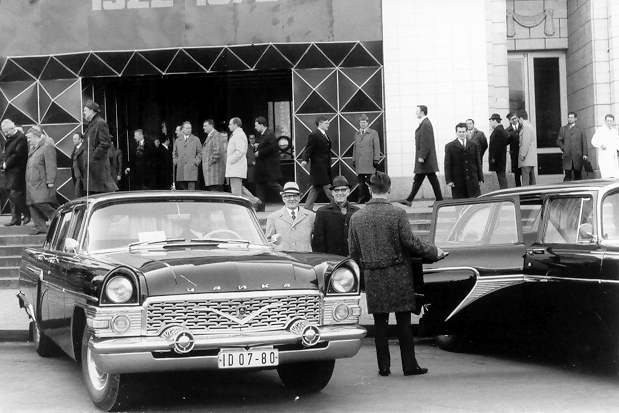
Erich Honecker und Willi Stoph neben ihren GAZ-13 Tschaika-Limousinen auf der Leipziger Frühjahrsmesse 1972

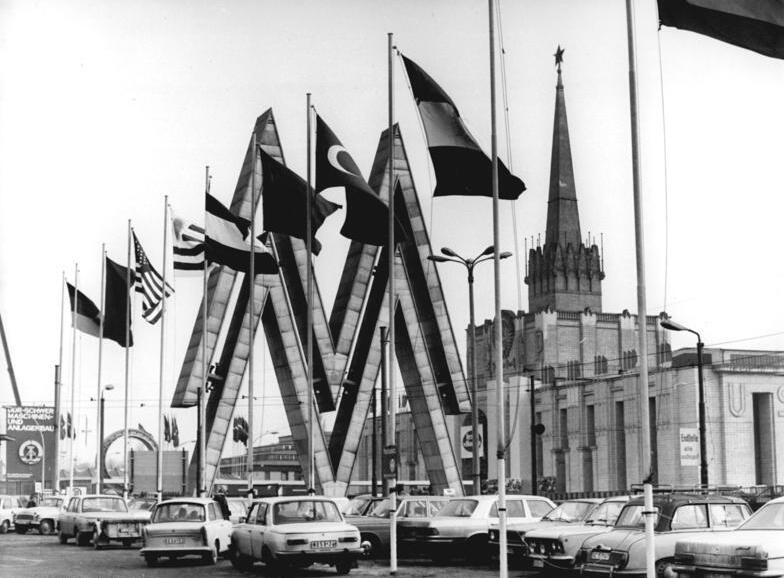
Haupteingang 10. März 1974

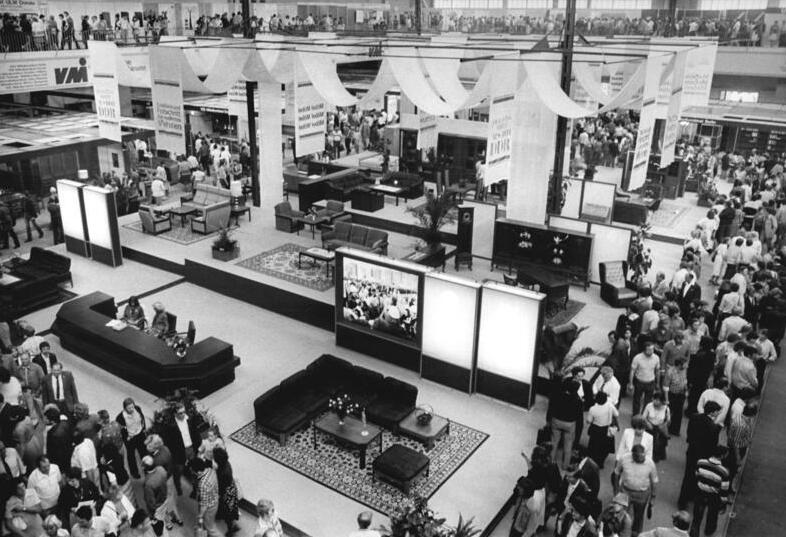
Messestände der DDR-Möbelindustrie 1981

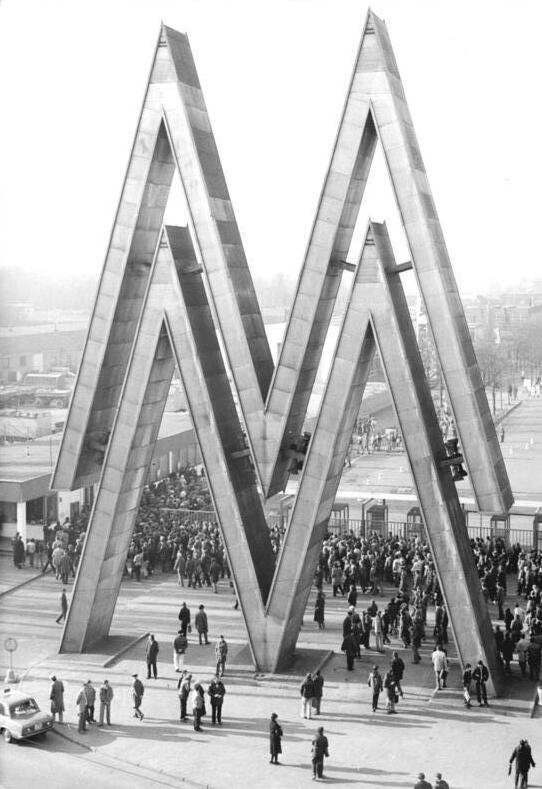
Frühjahrsmesse 1983, Nordeingang

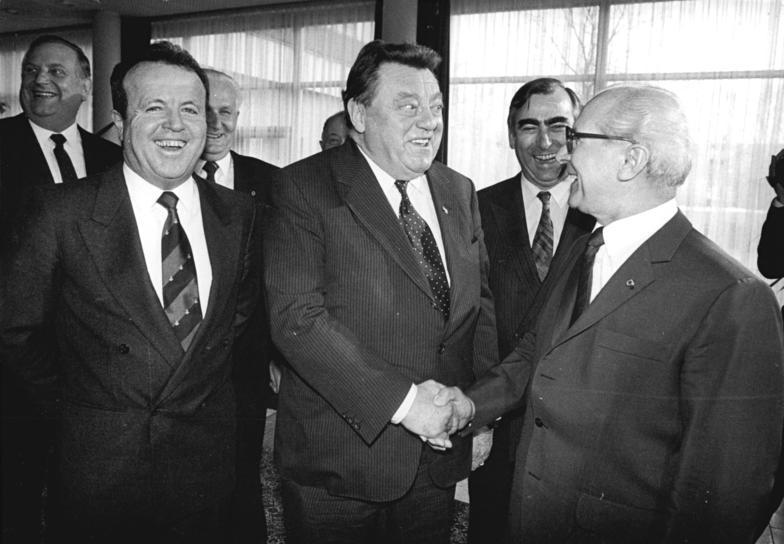
Strauß und Honecker auf der Leipziger Frühjahrsmesse 1987

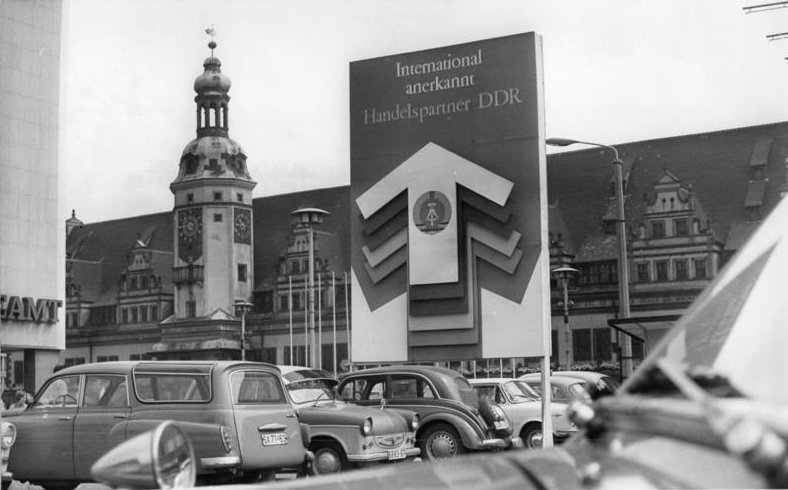
„International anerkannt
Handelspartner DDR“
– Plakat zur Messe in Leipzig, 1970

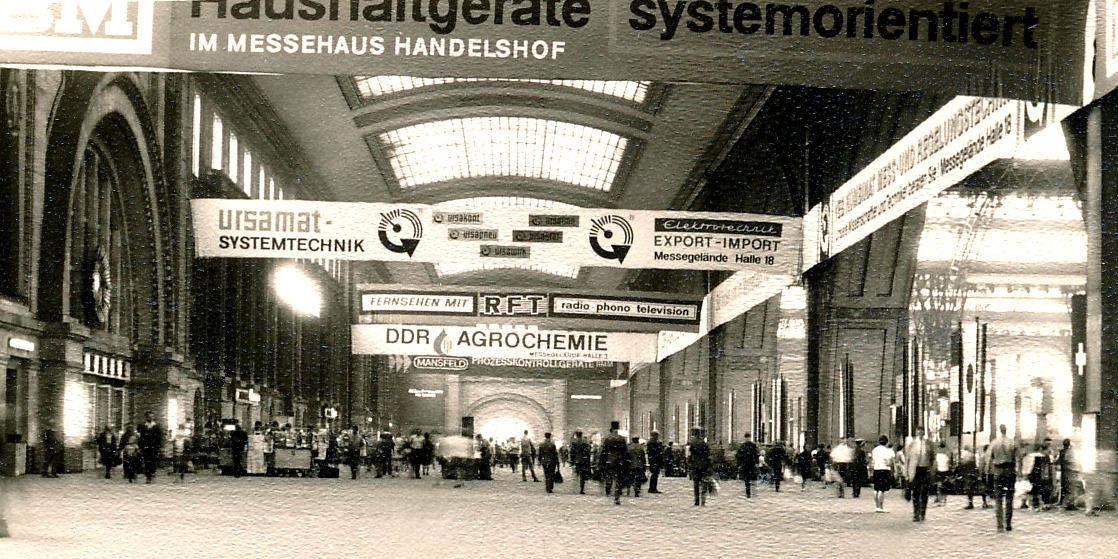
Messewerbung im Querbahnsteig des Leipziger Hauptbahnhofs (1970)

Gegen Mitte des 19. Jahrhunderts geriet die Warenmesse der klassischen Art in Platznot. Begünstigt durch die Entwicklung der Eisenbahn wuchsen die Warenströme nach Leipzig. „Mit dem Bau der Ferneisenbahn ab 1839 konnten große Warenmengen schneller und deutlich billiger transportiert werden. Dadurch kam Leipzig an die Grenzen seiner Lagerkapazitäten,[…].“ Die industrielle Produktion mit großen Stückzahlen bei gleichbleibender Qualität machte es nicht mehr nötig, die gesamte Handelsware mitzubringen. Händler reisten zunehmend mit Produktmustern an. „Während sich die Beschickung der Leipziger Messen mit Mustern langsam steigerte, wurden auch besorgniserregende Tendenzen beobachtet. Einzelne Firmen sandten Vertreter mit Mustern direkt zu den Kunden, so daß sich ein Messebesuch erübrigte.“ Leipzig passte sich den neuen Bedingungen an: Im Jahre 1895 erfolgte die Umstellung von der Warenmesse zur weltweit ersten Mustermesse. Eine Bekanntmachung „vom 2. Juni 1894, unterzeichnet von Oberbürgermeister Otto Georgi, deklarierte die Mustermesse ab 1895 zur offiziellen Einrichtung. Zwischen 1894 und 1914 brachten die Branchen der Gebrauchs- und Luxuswaren der Leipziger Mustermesse einen gewaltigen Aufschwung.“
Zum 400. Jahrestag der Verleihung des kaiserlichen Messeprivilegs für Leipzig als Reichsmesse durch den römisch-deutschen König und späteren Kaiser Maximilian I. wurde 1897 die Sächsisch-Thüringische Industrie- und Gewerbeausstellung Leipzig abgehalten.
Mit dem Wechsel zur Mustermesse wandelte sich gleichsam das Leipziger Stadtbild. Die prächtigen Durchhöfe und -häuser der Renaissance und des Barocks – gebaut, um Waren schnell verladen zu können, ohne die Wagen wenden zu müssen  – erfüllten die neuen Anforderungen nicht mehr. Statt im Kaufmannshof wie zu Zeiten der Warenmesse wurde nun im „Messepalast“ gehandelt. Dem 1904 vollendeten Städtischen Kaufhaus folgten zahlreiche weitere Messehäuser, welche bis heute das Bild der Leipziger Innenstadt prägen. Von nun an wurden die Waren nicht mehr direkt vor Ort verkauft. Durch die Präsentation von Mustern wurden Handelsverträge geschlossen, auf deren Grundlage dann der Transport der Ware in vorher vereinbarter Menge und Qualität und zu vereinbarten Konditionen vom Hersteller zum Kunden erfolgte. Die Mustermesse ermöglichte „‚das größte Geschäft mit den geringsten Mitteln, in der kürzesten Zeit und auf dem engsten Raum’, wie Edouard Herriot befand, 1912 französischer Parlamentspräsident.“
Doch die Konkurrenz wuchs, und der Erste Weltkrieg hatte die Messe isoliert. 1916 wurde mit der Gründung des „Meßamtes für die Mustermessen“ eine neue Fachbehörde etabliert, die 1917 ihre Arbeit aufnahm. Das Meßamt markierte „für den Messestandort Leipzig den Schlußpunkt der langgestreckten Übergangsphase von der Waren- zur Mustermesse.“ Die „an der Messe beteiligte Wirtschaft“ erlangte durch ihre Branchenverbände maßgeblichen Einfluss. Noch während der Erste Weltkrieg tobte, entwarf der Künstler Erich Gruner im Jahre 1917 für das neue Amt ein Markenzeichen: Das Logo der Leipziger Messe mit zwei übereinandergestellten M. Zur Herbstmesse 1917 hatte das Doppel-M, Abkürzung für MusterMesse, Premiere. Nimmt man es ganz genau, so sind es drei übereinandergestellte M, zählt man auch den Zwischenraum mit, welcher ja ebenfalls ein M darstellt. Den Auftrag zum Entwurf bekam Gruner vom Meßamt für die Mustermessen, was das dritte M erklärt.

### Die Leipziger Messe zwischen 1918 und 1945

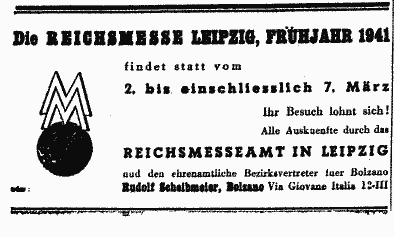
Werbeschaltung für die Reichsmesse Leipzig des Frühjahrs 1941 in der Alpenzeitung

Im Jahre 1918 gab es erstmals die besonderen Souvenir-Messeabzeichen zu kaufen. Messewerbung wurde auch in Adressbüchern, Stadtplänen und in den Lokalzeitungen gemacht.
Georg Baus wurde von Erich Gruner beauftragt, 1921 ein Corporate Design für die Messe zu entwerfen, eines der ersten weltweit.
Aus Platzmangel in der Innenstadt und aufgrund der immer größeren Zahl technischer Güter, Werkzeuge sowie Maschinen, die in Leipzig gezeigt wurden, eröffnete ab 1920 die Technische Messe, heute auch Alte Messe genannt, im Südosten Leipzigs in der Nähe des Völkerschlachtdenkmals. Hier waren bereits 1913 und 1914 erste große Ausstellungshallen errichtet worden, in den 1920er Jahren wurde dieses Messegelände erheblich erweitert. Im Jahr 1928 gab es 17 Messehallen und weitere kleinere Bauten.
In der zweiten Hälfte der 1920er Jahre hatte die Leipziger Messe Weltbedeutung.
Im Jahr 1929 wurde in der Innenstadt das von Alfred Liebig gebaute Messehaus Petershof eröffnet. Hier waren in den Folgejahren die Spielzeughersteller im Frühjahr und Herbst versammelt.
Im Frühjahr 1932 hatten sich mehr als 20 ausländische Firmen zur Teilnahme angemeldet. Eine Besonderheit war, dass das Leipziger Messeamt den Anreisenden bis zu einem Prozent des Wertes von während der Messe abgeschlossenen Lieferverträgen erstattete.
Auf der Frühjahrsmesse 1935 wurde mit Trix Express die erste betriebssichere Modelleisenbahn in der damaligen Baugröße 00 (heute Baugröße H0) vorgestellt. Der Mitbewerber Märklin folgte im Herbst des Jahres mit einer eigenen Bahn. Beide Hersteller stellten auf den Leipziger Messen weitere aufsehenerregende Entwicklungen vor und sorgten erfolgreich für die Verbreitung der Modellbahnen.
Unmittelbar nach Ende der Leipziger Herbstmesse am 31. August 1939 begann am kommenden Morgen der Zweite Weltkrieg. Auch nach Kriegsbeginn fand die nun Reichsmesse genannte Schau noch mehrmals statt.

### Die Leipziger Messe zwischen 1945 und 1990

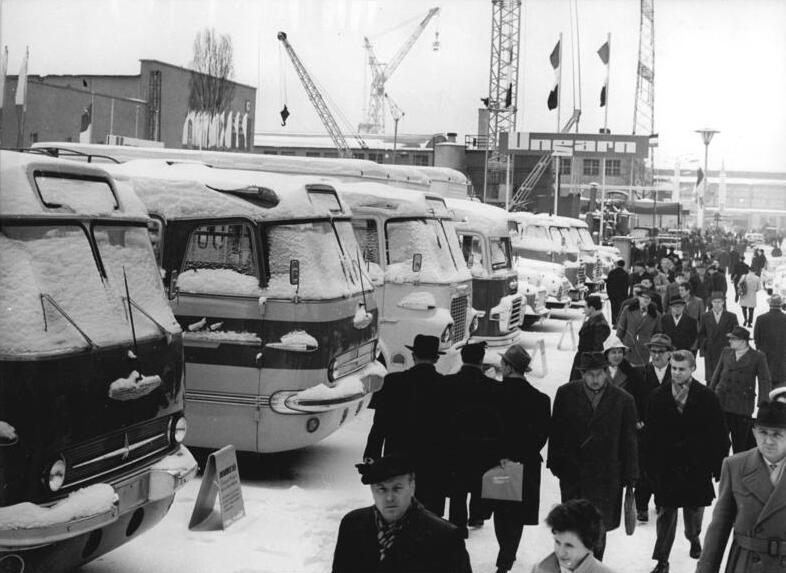
Leipzig, Frühjahrsmesse 1962, Exponate Ungarn, unter anderem diverse Ikarus-Busse

Nach dem Zweiten Weltkrieg kam auch die Leipziger Messe vorerst zum Erliegen. Der langsame Neubeginn in den Nachkriegsjahren hatte anfangs nur den Charakter von Kleinhandel. So gab es bereits im Oktober 1945 eine Musterschau Leipziger Erzeugnisse. Am 8. Mai 1946 öffnete die erste Leipziger Messe nach dem Krieg, die von den Veranstaltern Friedensmesse genannt wurde, im Ring-Messehaus. Man wollte Normalität und Leistungskraft demonstrieren.
Die Leipziger Messe wurde auch nach 1945 vom Messeamt für Mustermessen weiterhin veranstaltet und organisiert. Auch westdeutsche Aussteller waren vertreten. Nach 1945 brachte das Leipziger Messeamt einen neuen Messekatalog heraus, der sämtliche Anschriften sowie Warenzeichen der ausstellenden Firmen, ihr Warenangebot und Werbeanzeigen enthielt. Zusätzlich gab es noch die Publikation Wer liefert was? Beide waren die wichtigsten Informations- und Werbemittel der Messe. Ein zusätzliches Werbemittel zur Leipziger Messe war ab 1947 die Leipziger Messe Information. Ab den 1950er Jahren wurde die Hannovermesse zum größten Konkurrenten. In den darauffolgenden Jahren entwickelte sich die Leipziger Messe allmählich zu einem wichtigen Zentrum im Ost-West-Handel. Sie wurde zwar von der SED-Führung als wirtschaftliches und politisches Schaufenster der DDR genutzt, doch hatte das keinen großen negativen Einfluss auf die Messeerfolge. Zur Herbstmesse im Jahre 1954 hatte sich die Anzahl der westdeutschen und Westberliner Aussteller bereits verdoppelt. Die Leipziger Messe brachte später auch Erleichterungen im Grenzverkehr. Ab 1955 verzichtete die DDR während der Messezeiten auf die Gebühren für die Benutzung der Transitstrecken zur Bundesrepublik, später gab es einen regelmäßigen internationalen Messeflugverkehr mit festen Linien, außerdem wurden immer zahlreiche Sonderzüge eingesetzt.
Regelmäßig wurden im Auftrag des Leipziger Messeamtes Werbefilme bei der DEWAG-Werbung (Deutsche Werbe- und Anzeigengesellschaft) und später bei der DEFA gedreht. Die Werbefilme erschienen synchronisiert in mehreren Sprachen. 1956 hatte das Leipziger Messeamt, dem Verband Bildender Künstler der DDR und dem Bund Deutscher Gebrauchsgrafiker der Bundesrepublik Deutschland zu einem gesamtdeutschen Plakatwettbewerb für ein neues Leipziger Messeplakat aufgerufen. Es wurden rund 480 Entwürfe eingereicht, davon wurden sechs Plakatentwürfe aufgekauft. Der Preisträgerentwurf, das sogenannte Doppelmänner-Plakat, kam von Margarete und Walter Schultze aus Wittenberg. Es zeigt zwei Messe-Einkäufer in der Form des doppel-M mit Koffern auf dem Weg nach Leipzig. Dieses Plakat wurde dann als Dauerplakat weltweit in 35 Ländern als Werbung für die Leipziger Messe geklebt. Der zweite Preis ging damals an den Grafiker Richard Roth aus München.

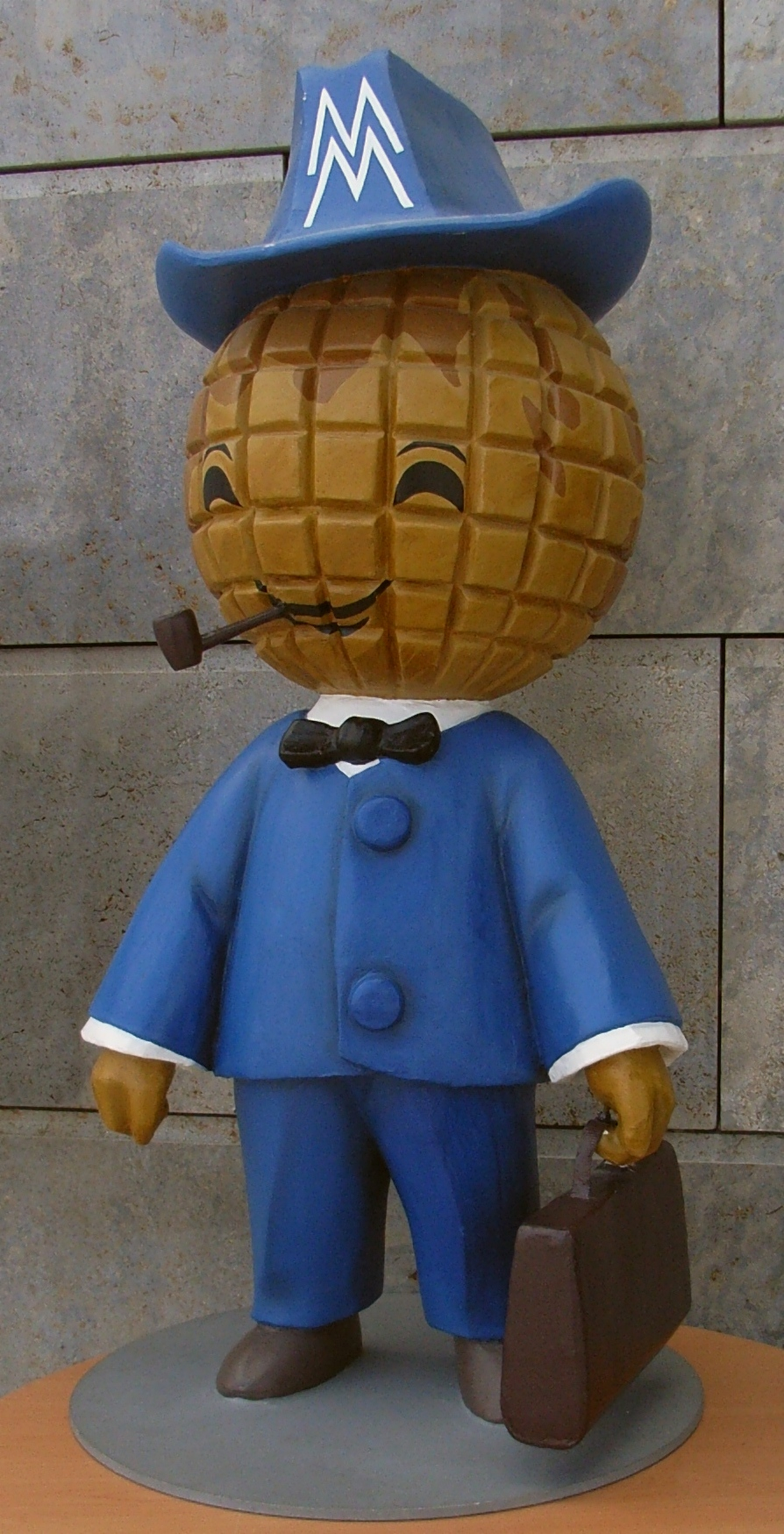
Messemännchen

Im Jahre 1963 wurden zur Herbstmesse zum ersten Mal Goldmedaillen (Messegold) verliehen. Ab 1964 war das Leipziger Messemännchen eine populäre Werbefigur und wurde zeitgleich zum Maskottchen der Messe. Der Grafiker Gerhard Behrend hatte diese Puppe entworfen, welche als Leipzig-Souvenir beliebt war und im VEB Vereinigte Spielwarenwerke Sonneberg „sonni“ hergestellt wurde. Im Puppenstudio des DFF (Deutscher Fernsehfunk) wurden ab 1965 kurze Werbefilme mit dem Messemännchen als Zwischenblenden für Werbespots von Ausstellern der Leipziger Messe gedreht und in der DDR Werbesendung Tausend Tele-Tips gezeigt. Regelmäßig war das Messemännchen während der Messetage in der allabendlichen Kindersendung Unser Sandmännchen zu sehen. Im Jahre 1965 fand auch die Jubiläumsmesse „800 Jahre Leipziger Messe“ statt. In und um Leipzig wurden durch das Leipziger Messeamt, die größeren Straßen und Autobahnen mit Außenwerbung gestaltet.
In den 1980er Jahren wurden an den Messetagen ein eigener Fernsehkanal (Messekanal) und ein Rundfunkprogramm ausgestrahlt. Die Briefmarkenausgaben zur Leipziger Messe waren immer ein begehrtes Sammelobjekt der Philatelisten.
Alljährlich fanden bis 1990 eine Frühjahrsmesse und eine Herbstmesse in Leipzig mit Ausstellern aus Ost und West statt und bot der DDR vor allem bis 1970 die Möglichkeit, ihre technische Leistungsfähigkeit mit dem „Weltniveau“ zu vergleichen. Während die Frühjahrsmesse vor allem den Investitionsgütern galt, lag der Schwerpunkt der Herbstmesse auf der Verbrauchsgüterindustrie. In diesem Sinne wurde 1969 die Ausstellung der Kraftfahrzeugindustrie vom Frühling auf den Herbst verlegt. Die Leipziger Messe war Mitglied der UFI. Die UFI ist ein Interessenverband der weltweit größten Veranstalter von Messen, mit Sitz in Paris. Das Logo der UFI war auf Werbeträgern und auf den Messeausweisen abgedruckt.
Ab den 1960er Jahren pendelten sich die Besucherzahlen um 600 000 ein, wobei ca. 90 % der Besucher aus der DDR und 7–8 % aus westlichen Ländern (größtenteils aus der Bundesrepublik Deutschland) kamen. Die Zahl der Aussteller lag in den 1950er und 1960er Jahren um die 10 000, die bis zu 300 000 m² Ausstellungsfläche nutzten. Später hielten sich westliche und osteuropäische Aussteller in der Präsentation ihrer neuesten und fortgeschrittensten Produkte zurück. Die zentrale Funktion im West-Ost-Geschäft blieb jedoch unangetastet.
Der britische Historiker Timothy Garton Ash deutete 1981 die Beliebtheit der Messe so, die Besucher wollten „wenigstens mit den Augen...von den verbotenen Früchten des Kapitalismus...naschen.“
DDR-Bürger mit einem vorher erworbenem Messeausweis für Besucher erhielten Fahrkarten der Deutschen Reichsbahn für Hin- und Rückfahrt mit einer Fahrpreisermäßigung von 25 %. Messeausweise gab es in der DDR in den Filialen vom Reisebüro der DDR im Voraus zu kaufen. Die Preise für die Messeausweise änderten sich mehrmals, Ende der 1970er Jahre kostete der Messeausweis für die gesamte Messedauer bei Frühjahrsmessen zehn und bei Herbstmessen sechs Mark. Zuletzt kostete ein Tagesausweis sechs Mark der DDR.

#### Messegeld
Während der Leipziger Messe wurde ab der Frühjahrsmesse 1949 bis zur Herbstmesse 1951 ein spezielles Messegeld für internationale Besucher mit frei konvertierbaren Währungen in der Form von Schecks ausgegeben. Diese Schecks waren nur zum Zeitpunkt der Messe im Stadtkreis von Leipzig gültig. Die ausgebende Bank war die Deutsche Notenbank für den Stadtkreis Leipzig Garantie- und Kredit-Bank A. G. Später war es die Deutsche Notenbank. Diese ersten Schecks waren noch in Valuta-Mark ausgestellt. Ab der Herbstmesse 1949 gab es dann den Messe-Scheck, welcher in D-Mark ausgestellt war und nun von der Emissions- und Girobank Sachsen, Filiale Leipzig, im Auftrag der Deutschen Notenbank Leipzig ausgegeben wurde. Zur Herbstmesse 1951 erschien die letzte Serie von Schecks. Die speziellen Schecks waren in Heften zusammengestellt und dienten als Zahlungsmittel für die Beköstigung sowie für den Einkauf von Bedarfs- und Geschenkartikeln in dem extra dafür eingerichteten Ausländerkaufhaus. Den ausländischen Gästen, das heißt Besuchern und Ausstellern mit frei konvertierbaren Währungen, blieben auch noch später bestimmte Gaststätten und Verkaufseinrichtungen vorbehalten.

#### Messeflug-Verkehr
Die Deutsche Lufthansa (DDR) veröffentlichte als DDR-Luftverkehrsunternehmen zur Leipziger Herbstmesse 1957 erstmals einen Messeflugplan. Der Messeflugverkehr wurde vom 30. August bis zum 10. September 1957 gemeinsam mit ČSA (Czech Airlines), Sabena und KLM Royal Dutch Airlines durchgeführt. Das Unternehmen der DDR bot mit dem Flugzeugtyp Iljuschin Il-14 täglich zehn Verbindungen zwischen Berlin und Leipzig sowie Leipzig–Prag–Budapest–Bukarest an. Die ČSA beflog die Fluglinie Wien–Prag–Leipzig, die KLM die Strecke Amsterdam–Leipzig. Das Unternehmen Sabena bediente die Strecke Brüssel–Leipzig mit einer Zwischenlandung in Frankfurt/Main. Messeflughafen war zunächst der Flughafen Leipzig-Mockau. Durch die Bedeutung der Leipziger Messe im internationalen Handel entwickelte sich auch der Messeflugverkehr zunehmend. Mit dem Aufkommen von Strahlflugzeugen wurde er wegen der erforderlichen Länge der Start- und Landebahn 1963 nach Schkeuditz verlegt.
Im Jahre 1988 flogen während der Frühjahrs- und Herbstmesse schon elf europäische Luftverkehrsunternehmen die Messestadt Leipzig an. Damit war der Direktflugverkehr von und nach Leipzig in rund 25 europäische Städte hergestellt. Eingesetzt waren dabei Flugzeuge der Typen Tupolew Tu-134, Tupolew Tu-154, Iljuschin Il-62, Douglas DC-9, Boeing 727, Airbus A310, BAC 1-11 und Concorde. Über den Messe-Linienverkehr hinaus wurden Geschäftsflugzeuge der verschiedensten Typen aus allen Teilen Europas auf dem Messeflughafen Leipzig abgefertigt. Zusätzlich hielt die Interflug das Salonflugzeug Let L-410 für individuelle Flüge bereit.

#### Die Goldmedaillen der Leipziger Messe
Die Goldmedaillen der Leipziger Frühjahrs- und Herbstmesse gab es 28 Jahre von 1963 bis 1990. In dieser Zeit vergaben das Leipziger Messeamt und das Deutsche Amt für Messwesen und Warenprüfung (DAMW) (Deutsches Amt für Maß und Gewicht) diese Medaillen (Messegold) für dort ausgestellte Spitzenprodukte. Zur Frühjahrs- und Herbstmesse wurden je 50 Messemedaillen vergeben.
Bewertet wurden bei der Vergabe die Qualität, Leistungsfähigkeit und Formgebung eines Produktes. Auch der Erfolg eines neuen Produktes, den man an den während der Messetage abgeschlossenen Bestellungen und Geschäftsaufträgen ermitteln konnte, spielte bei der Vergabe eine entscheidende Rolle. Am wichtigsten war der Antrag auf diese Auszeichnung, welchen die herstellende Firma für ihr Produkt auch noch während der Messetage stellen konnte. Die Auszeichnung konnte jeder Aussteller erhalten und sie war nicht nur Ausstellern aus sozialistischen Ländern vorbehalten. Die Goldmedaille der Leipziger Messe wurde zum ersten Mal auf der Leipziger Frühjahrsmesse 1963 vergeben und war zu keiner Zeit eine politisch orientierte Auszeichnung. Lediglich das Wappen der DDR, welches auf der Rückseite jeder Medaille geprägt war, verlieh ihr einen offiziellen staatlichen Charakter. Viele prämierte Hersteller warben damit auf den Verpackungen ihrer Produkte. Zu jedem erworbenen Messegold wurde zusätzlich ein besonderes Diplom überreicht.
Die Medaillen sind aus Bronze und zusätzlich vergoldet. Sie haben einen Durchmesser von 60 mm, eine Masse von ca. 72,00 g und eine Dicke von 3,20 mm. Der Rand ist glatt. Das Motiv zeigt auf der Vorderseite das Emblem der Leipziger Messe, die jeweilige Jahreszahl, einen Ring zu einem „Q“ geformt, mit aufgelegten Lorbeerlaub. Das „Q“ stand in der DDR als Symbol für hervorragende Qualität. Dazu die kreisförmige Inschrift:
INTERNATIONALE LEIPZIGER • MESSE • oder 800 JAHRE LEIPZIGER ▪ MESSE ▪ und 1990, 825 JAHRE LEIPZIGER ▪ MESSE ▪.
Die Rückseite zeigt das Staatsemblem der DDR und trägt die kreisförmige Inschrift: FÜR HERVORRAGENDE • QUALITÄT •.
Gestaltet wurde die Medaille von Rudi Högner. Geprägt wurden die Medaillen vom VEB Münze der DDR, Berlin. Die Vergabe vom „Messegold“ erfolgte fast ausschließlich am Messestand der jeweiligen Firma. Hier wurde die Medaille im weißen Etui nebst dem Diplom, welches das ausgezeichnete Produkt genau beschrieb, von einem Mitarbeiter des Leipziger Messeamtes und des DAMW, übergeben. Das gewürdigte Produkt konnte somit ab sofort mit dieser Auszeichnung auf seiner Verpackung beworben werden.

#### Zentrale Messe der Meister von Morgen (MMM)
Die Messe der Meister von Morgen (MMM) war ein Wettbewerb, an dem Kinder und Jugendliche der DDR mit eigenen Erfindungen, Modellen sowie mit künstlerischen und kunsthandwerklichen Arbeiten, auf Schul- und Bezirksmessen teilnehmen konnten. Von dort konnte man zur Zentralen MMM nach Leipzig delegiert werden. Die ersten Exponate wurden bereits 1952, am Rande der Leipziger Messe präsentiert. Ab dem Jahre 1958 präsentierte sich dann die MMM bis 1990 separat. Die zentrale MMM wurde in den Jahren bevorzugt von oberen Schulklassen und von Berufsschülern auf organisierten Tagesausflügen besucht.

### Fachmessen nach 1990 und Eröffnung des neuen Messegeländes

Messebanner

Nach dem Ende der DDR und des Kalten Krieges fielen auch die speziellen Bedingungen weg, unter denen die Leipziger Messe ihre besondere Stellung als Ost-West-Plattform entfalten konnte. Innerhalb kurzer Zeit musste sich die Messe völlig veränderten Bedingungen anpassen. 1991 wurde die Leipziger Messe GmbH gegründet. Gesellschafter sind zu je 50 % der Freistaat Sachsen und die Stadt Leipzig. Die bisherigen Universalmessen (jährlich im Frühjahr und Herbst) wurden nun durch Fachmessen ersetzt. Dies war ein Schritt, den westliche Messestandorte bereits Jahrzehnte zuvor vollzogen hatten. Ein weiterer wesentlicher Schritt war die Verlegung der Messe vom alten Messegelände auf das Gelände des ehemaligen Flughafens Leipzig-Mockau am nördlichen Stadtrand; die Eröffnung fand am 12. April 1996 statt. Der Bau des neuen Messegeländes in Leipzig, nach einem Masterplan des Architekturbüros GMP, war mit Kosten von 1,335 Milliarden D-Mark (entspricht etwa 682 Millionen Euro) eines der größten Aufbauprojekte im Osten Deutschlands; er ermöglichte der Leipziger Messe die Wettbewerbsfähigkeit mit den deutschen Großmessen in Berlin, Düsseldorf, Frankfurt am Main, Hamburg, Hannover, Köln, München, Nürnberg und Stuttgart. Seit dem Neustart nach der Wende sind in Leipzig mehr als 30 Fach- und Publikumsmessen entstanden.

## Die Leipziger Messe in Kunst und Kultur
Die Leipziger Messe liefert einen Teil des Handlungsrahmens für den deutschen Spielfilm Du und ich von 1938.